# Afroargentino
Los afroargentinos o argentinos negros son los argentinos que tienen de su origen étnico total o mayormente en el África subsahariana, estos se destacan por tener la piel oscura. Han contado con un papel importante en la historia del país ya que llegaron a conformar más de la mitad de la población de algunas ciudades durante el siglo XVIII y ejercieron un profundo impacto en la cultura nacional, pero disminuyeron marcadamente en número a lo largo del siglo XIX.
Actualmente el gobierno de Argentina realiza una encuesta en los censos étnicos para poder contar el número de "negros" y "afrodescendientes" que hay en el país. Las cifras del Censo de 2010 indicaron que 149.493 de ciudadanos se reconocían afrodescendientes, sobre una población total de 40.117.096 personas (0,37%). Para el Censo de 2022 el número ascendió a 302.936 personas, el cual representaba el 0,66% de la población argentina. De acuerdo con los datos suministrados en 2010, la población de Argentina que se autoidentificaba como afrodescendiente eran un 92% (137.583) argentinos y un 8% (11.960) extranjeros, en su mayoría americanos.

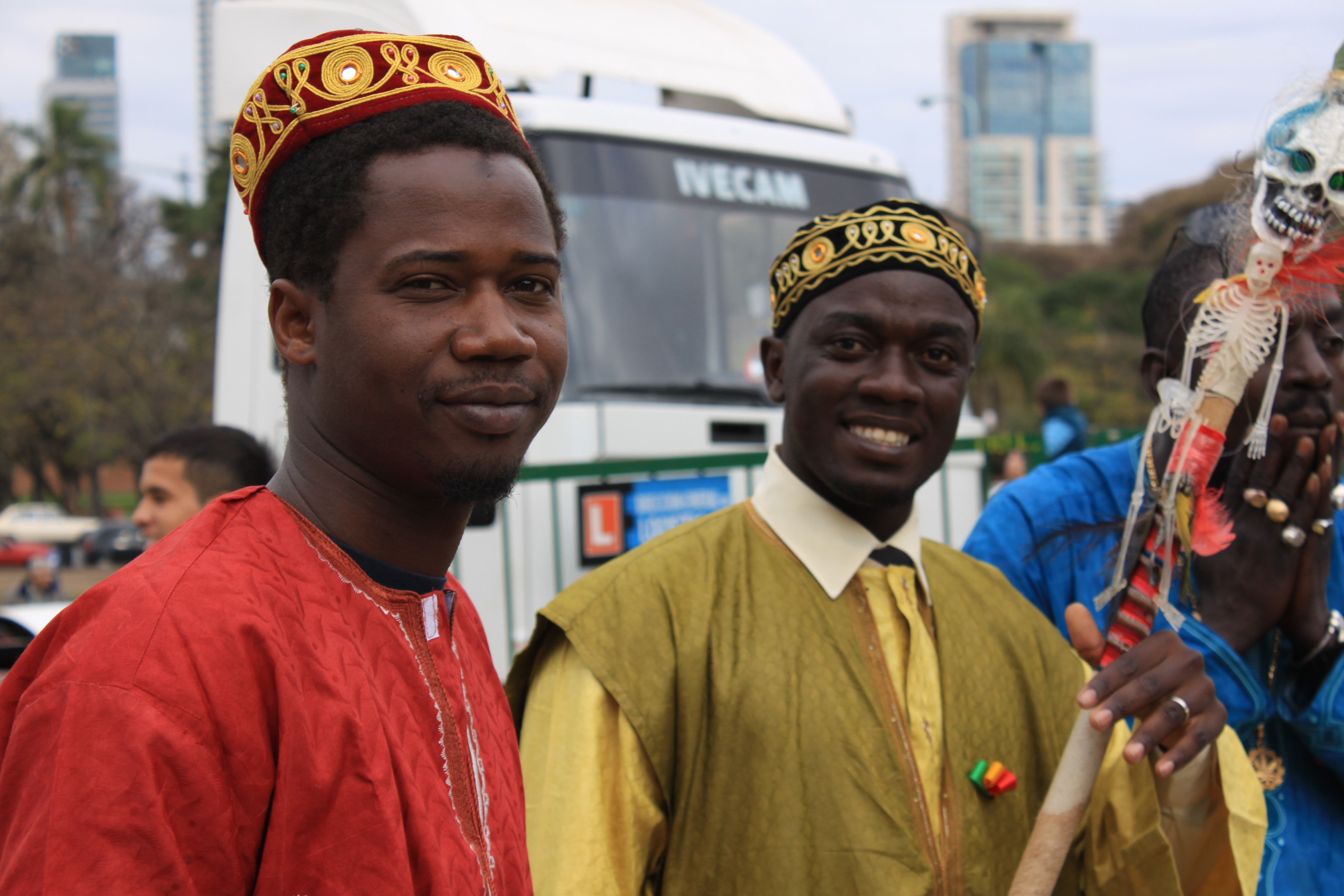
Senegaleses durante el día del inmigrante en Buenos Aires.

Según el censo de 1778 (año de la creación del Virreinato del Río de la Plata) realizado por el Virrey Vertiz, de los 24.205 habitantes de la ciudad de Buenos Aires, el 64,98% eran blancos, el 17% negros, el 13,03% mulatos, el 2,78% mestizos y el 2,25% amerindios, existiendo algunas ciudades del virreinato con hasta 46% de la población con una apariencia física total o parcialmente africana subsahariana (es decir, sumando negros, mulatos y zambos). El total de población censada en 1778 en todo el virreinato fueron 420 mil habitantes, aunque parte de los mismos vivían en territorios que actualmente no pertenecen a Argentina sino a países limítrofes.
La llegada de africanos subsaharianos al territorio actualmente argentino se debió originalmente al comercio atlántico de personas esclavizadas que llegaban directamente desde África o desde otros lugares de América, especialmente del actual Brasil, durante la etapa de la dominación española en la región y durante las primeras décadas posteriores a la independencia argentina.
Aparte de esa inmigración forzada original, a fines del siglo XIX comenzaron a llegar inmigrantes negros oriundos de Cabo Verde; pero estos no lo hicieron como esclavos sino por voluntad propia debido a la fuerte crisis económica y social que había en la entonces colonia portuguesa. Dicho flujo migratorio continuó en pequeña escala (con un gran incremento en la década de 1920) hasta la década de 1940, y actualmente se calcula que en Argentina habitan alrededor de 300 caboverdianos, en tanto que los descendientes (con un grado significativo de ascendencia) del total histórico de esa inmigración son más de 10.000.

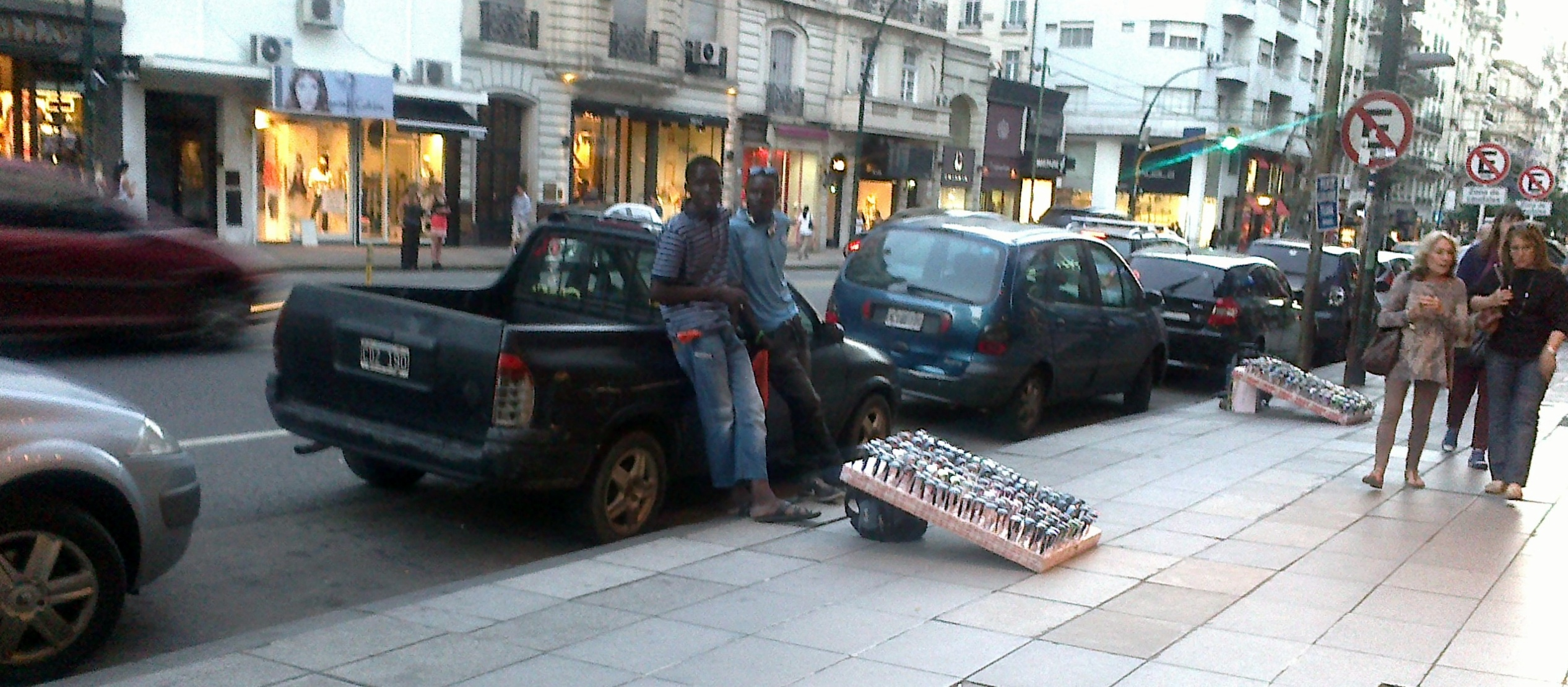
Vendedores africanos en Buenos Aires.

En este momento existe una pequeña oleada de inmigrantes procedentes de África occidental (principalmente de Senegal) que comenzó en la década de 1990, en tanto que hay una minoría de negros entre los inmigrantes procedentes de países americanos desde los cuales la inmigración se viene dando desde antes de mitad del siglo XX (como Perú, en menor medida, Brasil), pero más numerosa desde otros donde la misma comenzó en el siglo XXI (como Colombia, Venezuela, República Dominicana y Haití).
La principal razón de la marcada disminución de la población negra local, ocurrida en el siglo XIX, fue el mestizaje (desde la era colonial) con los grupos más numerosos, que son las poblaciones blanca y amerindia respectivamente. La primera, aunque ya era una parte relevante de los habitantes, pasó a ser mayoría mediante la gran ola inmigratoria que hubo entre mediados de los siglos XIX y XX, que fue fomentada por la Constitución de 1853 y que provino principalmente de Europa, Medio Oriente y Norte de África. De hecho, Argentina es el tercer país en el mundo que recibió mayor cantidad de inmigrantes en ese período histórico, con 6 millones de personas (aunque solo la mitad se asentó definitivamente en el país), debajo solamente de Estados Unidos y Uruguay, con 36 millones, y por encima de países como Canadá, Chile, Australia, etc. Esto hizo que con el paso de los años el mestizaje produzca un fenómeno de absorción de la minoría no-blanca (amerindia y negra) por parte de la mayoría blanca, aunque la población amerindia fue menos afectada que la negra por ser más numerosa y sobre todo posteriormente por la ola de inmigración de sudamericanos que hay en el país desde principios del siglo XX, que es conformada en buena medida por amerindios (aunque generalmente provenientes también de una mezcla racial de varias generaciones), lo que hace que desde entonces (pero especialmente desde la década de 1950, cuando se detuvo la llegada en cantidad de inmigrantes blancos europeos y mediorientales) su cantidad haya incrementado en número, y también porcentualmemte sobre el total de la población, con respecto a fines del siglo XIX. 
En cambio el número de negros, quienes para la época de la independencia ya tenían un importante grado de mestizaje (porque el mismo se fue dando fuertemente en esa parte de la población desde principios del siglo XVIII), en la segunda mitad del siglo XIX continuó su disminución pero con mayor velocidad ya que, por un lado, la llegada de esclavos se detuvo prácticamente por completo (además de que ya estaba en franco declive desde fines del siglo anterior, al igual que la esclavitud en sí misma), y por otro, sus descendientes continuaron sucesivamente teniendo hijos mayormente con blancos (más frecuentemente todavía que hasta entonces debido a la numerosa inmigración) o amerindios, de manera que los genes africanos subsaharianos fueron disminuyendo en grado paulatinamente en cada generación posterior resultante de esas uniones (al tiempo que aumentaban los genes de otros orígenes, especialmente europeos) hasta el punto en que pasaron a ser una pequeña parte del genotipo y dejaron de ser evidentes en la apariencia física.

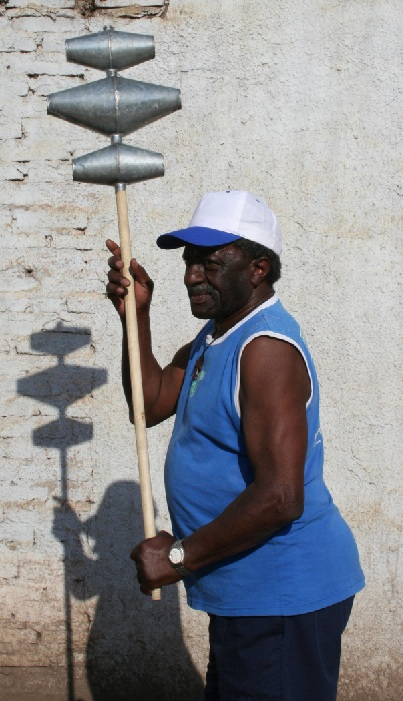
Un integrante de la "Comparsa Negros Argentinos" en Merlo con una masacalla.

Esto contribuyó a que más tarde se origine la creencia de que los negros habían "desaparecido" de Argentina, porque ya a principios del siglo XX casi todos los descendientes de africanos subsaharianos tenía a su vez ancestros europeos, mediorientales o indígenas americanos y generalmente en un grado mayor, por lo que presentaban un aspecto ambiguo o bien eminentemente blanco o amerindio, además de que normalmente no existía conciencia de ellos mismos de tener parte de su ascendencia procedente del África subsahariana. Por ello, debido a dicho mestizaje, casi todos los descendientes actuales de los negros de la época colonial y el siglo XIX son blancos o, en menor medida, amerindios. Sin embargo, la población negra aumentó levemente en las últimas décadas con los extranjeros arribados en las corrientes migratorias más recientes.
En el siglo XXI se comenzaron a hacer algunos estudios en pequeños grupos de población para conocer el grado de ascendencia negra. Del 6 al 13 de abril de 2005 se realizó la Prueba Piloto de Afrodescendientes en los barrios de Monserrat, en Buenos Aires, y en Santa Rosa de Lima, en Santa Fe, y se verificó que el 3 % sabe que tiene antepasados negros. Esto respalda al estudio del Centro de Genética de la facultad de Filosofía y Letras de la Universidad de Buenos Aires, que estimó en un 4,3 % el porcentaje de habitantes del Gran Buenos Aires que tiene un nivel detectable de marcadores genéticos africanos subsaharianos, lo que evidencia el mestizaje acontecido en generaciones anteriores.
La ley 26852 sancionada el 24 de abril de 2013 por el Congreso de la Nación Argentina estableció el 8 de noviembre como “Día Nacional de los/as afroargentinos/as y de la cultura afro” en conmemoración de la afroargentina María Remedios del Valle.

## Introducción y origen de negros durante la colonia

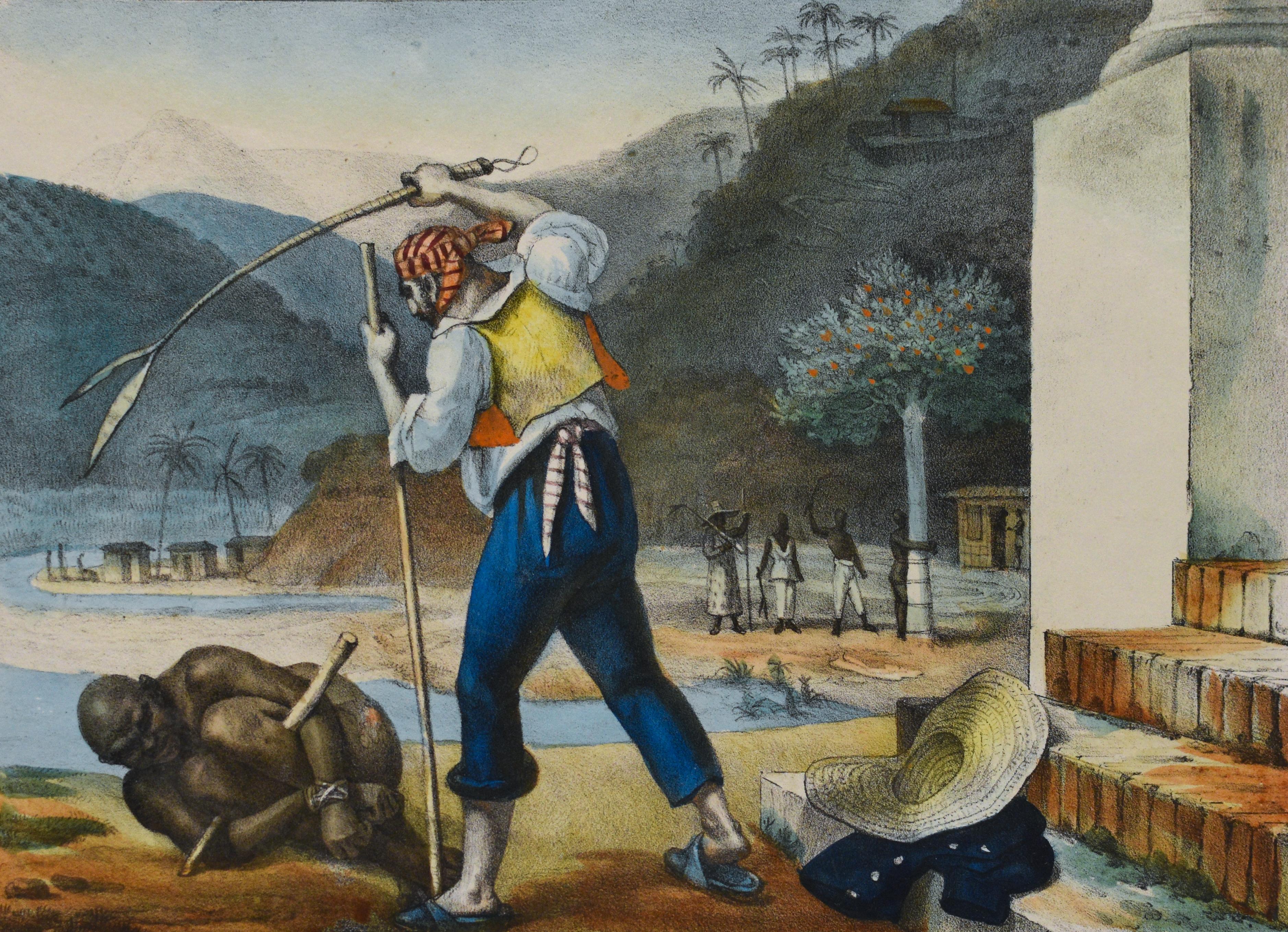
Esclavitud de Debret. Las potencias europeas impusieron en las colonias americanas un sistema esclavista que tuvo su origen en el transporte hacia estas de decenas de miles de personas secuestradas en el África subsahariana.

Como parte del proceso de conquista, el régimen económico de las colonias europeas en América desarrolló distintas formas de explotación forzada del trabajo de los nativos. Sin embargo, la relativamente baja densidad poblacional de algunos territorios americanos, la resistencia opuesta por algunos grupos aborígenes a la aculturación y, sobre todo, la elevada tasa de mortalidad que el sometimiento, el tipo de trabajo y las enfermedades introducidas por los europeos provocó en la población nativa, llevaron a complementar la mano de obra que estos proporcionaban con esclavos procedentes del África subsahariana. Según estimaciones, hasta el año 1730 habían ingresado al puerto de Buenos Aires 17.730 esclavos.
Hasta bien entrado el siglo XIX, la explotación minera y la agricultura constituyeron el grueso de la actividad económica en América. Buena parte de este trabajo fue llevado a cabo por mano de obra en régimen de esclavitud o similar. Los africanos ofrecían a los conquistadores la ventaja de haber estado ya expuestos, por su proximidad geográfica, a las enfermedades europeas, y a la vez estar adaptados al clima tropical de las colonias. El ingreso de esclavos africanos comenzó en las colonias del Río de la Plata en 1588, aunque estos primeros arribos fueron en gran parte obra del contrabando, y el tráfico prosperó a través del puerto de Buenos Aires cuando se concedió a los británicos el privilegio de ingresar una cuota de esclavos a través de este. Los reyes de España celebraban, para proveer esclavos a las Indias Orientales, contratos de asiento con diversas compañías, principalmente portuguesas y españolas. En 1713 Inglaterra, victoriosa en la guerra de sucesión española, ejerció el monopolio de este comercio. El último asiento se pactó con la Real Compañía de Filipinas en 1787. Hasta la prohibición de 1784 los negros eran medidos y luego marcados con hierro.
En cuanto a su procedencia antes del siglo XVI habían llegado esclavos en números relativamente reducidos a partir de las islas de Cabo Verde, pero la mayoría de los africanos que se introdujeron a la Argentina procedían de los territorios de la actual Angola, la República Democrática del Congo, Guinea Ecuatorial, la República del Congo pertenecientes al grupo étnico que habla la familia de lenguas bantúes. De los grupos yoruba y ewé, que fueron llevados en grandes números al Brasil, la inmigración fue más reducida.
Se calculó que 60 000 000 de africanos fueron enviados a América, de los cuales solo llegaron con vida 12 000 000, que en América del Sur ingresaron fundamentalmente a través de los puertos de Buenos Aires, Montevideo, Valparaíso y Río de Janeiro.
Los esclavos se destinaron a las labores de agricultura, ganadería, el trabajo doméstico y en menor medida la artesanía. En las zonas urbanas, muchos esclavos desarrollaban labores de artesanía para la venta, cuyos réditos percibían sus patrones. Los barrios porteños de San Telmo y Montserrat alojaron a gran cantidad de los mismos, aunque la mayor parte fue a dar al interior. El censo llevado a cabo por Juan José de Vértiz y Salcedo en 1778 arrojó resultados muy elevados en las ciudades localizadas en las áreas de mayor producción agrícola: el 54 % en Santiago del Estero, el 52 % en San Fernando del Valle de Catamarca, el 46 % en Salta, el 44 % en Córdoba, el 44 % en San Miguel de Tucumán, el 24 % en Mendoza, el 20 % en La Rioja, el 16 % en San Juan, el 13 % en San Salvador de Jujuy y el 9 % en San Luis, aunque existían también en otras ciudades y pueblos en menor cantidad (por ej., un barrio actualmente rico de la ciudad de Corrientes lleva hasta hoy el nombre de «Camba Cuá» —del guaraní kamba kua, 'cueva de los negros').
En cuanto a la ciudad de Buenos Aires el mismo censo cifró en 15 719 la cantidad de españoles, 1288 la de mestizos e indios, y de 7268 la de mulatos y negros; en 1810 se contabilizaron 22 793 blancos, 9615 negros y mulatos, y solo 150 indígenas. La zona más densamente poblada de negros estaba situada en el barrio de Montserrat, también llamado Barrio del Tambor, a pocas cuadras del actual Congreso de la Nación.[cita requerida]
A veces los esclavos eran comprados por los particulares directamente en el exterior por medio de un comisionado. Por ejemplo, una carta enviada desde Río de Janeiro decía [cita requerida]:

Muy señor mío: por la goleta Ávila remito a usted la negrita que me encargó comprar aquí. Tiene unos trece o catorce años, ha nacido en el Congo, y se llama María. Hago constar que he recibido los quinientos pesos, importe de la compra. Saluda a ud

## Categorías raciales del período colonial
Durante la colonia, las autoridades españolas calificaron como distintas "variedades" de "cruzas" aquellas derivadas de la unión de personas negras africanas con personas de otros orígenes étnicos debido al mestizaje en América. Los nombres utilizados fueron:
- Pardo: cruza trirracial de negro/a, blanco/a e indígena
- Mulato: (proviene del término “mula”): cruza de negro/a con blanco/a.
- Tercerón: cruza de blanco/a con mulato/a.
- Cuarterón: cruza de blanco/a con tercerón/ona.
- Quinterón: cruza de blanco/a con cuarterón/ona.
- Zambo: cruza de negro/a con aborigen.
- Zambo prieto: que tenía fuerte color negro.
- Salto atrás: cuando un hijo era más negro que sus padres.

Socialmente, poseer una "cruza" en el árbol genealógico era una mácula. Estas clasificaciones, al igual que otras frecuentes en la cultura colonial, como "mestizo" o pardo, se utilizaban para estigmatizar a las personas e impedir su ascenso social. En algunos casos, conocidas personalidades históricas se encontraron en esta situación, como Bernardo José Monteagudo que fue calificado como "mulato" o  María Remedios del Valle que fue clasificada como "parda".[cita requerida]

## Organizaciones comunitarias entre los siglosXVIII-XIX
Los africanos y afrodescendientes crearon diversas organizaciones colectivas y comunitarias, en distintas épocas, separados de los blancos y mestizos. Reid Andrews distingue tres tipos principales de organizaciones que surgieron en distintos momentos: las cofradías, las naciones y las sociedades de socorros mutuos.

### Lascofradías
Son hermandades lego-religiosas de la época colonial. Las mismas representaron los primeros esfuerzos de una comunidad subordinada por crear organizaciones capaces de satisfacer en primer lugar, las necesidades religiosas, como así también las necesidades materiales. 
Cada uno de los miembros de la cofradía tenían asegurados los beneficios del funeral y las misas conmemorativas. Estas cuestiones  tenían una importancia espacial, no solo para las sociedades católicas sino también para las sociedades africanas, ya que ambas tienen la creencia que las almas pasan de esta vida a la próxima.
En su gran mayoría estaban encabezadas por negros libres y tuvieron un rol importante en la formación de una identidad y cultura esclava, no solo en Argentina, sino en toda América Latina.
Junto a la de San Benito del año 1769, una de las primeras cofradía fundadas en la ciudad de Buenos Aires es en 1772 en la iglesia de La Piedad. Este grupo de africanos y afrodescendientes eligió como Santo patrono, al Rey negro San Baltasar. Durante la década de 1780 se fundaron en la ciudad otra tres cofradías. Dos de ellas se fundaron en los conventos de Santo Domingo y San Francisco -ya que ambos conventos eran grandes poseedores de esclavos- y la cuarta cofradía se creó en la iglesia de La Merced denominada Santa María de Corvellón.

### Lasnaciones
Las naciones ofrecían a las comunidades de africanos y afrodescendientes una forma de organización basada en la herencia cultural africana pero desvinculadas de la Iglesia Católica. 
Estas organizaciones surgieron a partir de que las danzas de los africanos fueron duramente censuradas por las autoridades, prohibidas o aisladas en reductos o lugares propios que los negros llegaron a adquirir en propiedad: humildes ranchos de paja y adobe, el "cuarto de tierra" llamado tambo o candombe donde los negros organizados según su procedencia, con sus propias autoridades se reunían periódicamente para danzar y cantar al ritmo de sus instrumentos. Solían agruparse en sociedades a las que llamaban «naciones», algunas de ellas fueron Conga (de morenos), Cabunda, Africana argentina, Mozambique, etc.
Las sedes de ellas tenían en común ser lugares abiertos aplanados artificialmente y arenados para el baile; y otros cerrados con espacio interior libre. En algunos casos las salas eran alfombradas y encortinadas gracias al desprendimiento de algún amo. La nación tenía su rey y reina, (que en realidad eran elegidos democráticamente y no tenían corte) y contaban con un trono que se levantaba en el mejor lugar de la sala, con su bandera, que cada nación la tenía. También había un estrado o al menos una tarima, que entre otras cosas era utilizado para recibir a los grandes dignatarios, como Juan Manuel de Rosas, esposa e hija, como se los ve en un cuadro de Martín Boneo. En la sede se efectuaban tertulias y bailes.
A su vez las sociedades de negros se aglomeraban en los barrios, como el del Mondongo o el del Tambor. El primero fue uno de los más importantes en Buenos Aires y se componía de 16 manzanas, en el barrio de Monserrat. Su nombre provino del hecho de que consumían grandes cantidades del mismo, que vendían los vendedores al grito de ¡Mondongo, mondongo!. En cuanto al nombre Tambor, de la segunda, era muy común que siempre algún pueblo tuviera una nación con ese nombre, pues era su instrumento favorito para sus bailes y canciones.
Por medio de las cofradías y las naciones los gobiernos de las distintas ciudades vigilaban las comunidades africanas y afrodescendientes utilizando en primer lugar a la Iglesia y, en el caso de las naciones, a la policía como mecanismos de control social.

### Sociedades de socorros mutuos
Estas asociaciones se concentraron en los intereses económicos de sus miembros, sin realizar las actividades culturales que realizaban las naciones. En este sentido, proveían de viviendas y préstamos económicos a sus miembros para sacarlos de la esclavitud a ellos o a miembros de sus familias, y pagaban los gastos de los oficios religiosos en sus funerales y conmemoraciones. 
En 1855 se fundó la primera sociedad mutualista de africanos y afrodescendientes en la ciudad de Buenos Aires, denominada Sociedad de la Unión y Socorros Mutuos.

## Las personas negras en la formación de la Argentina

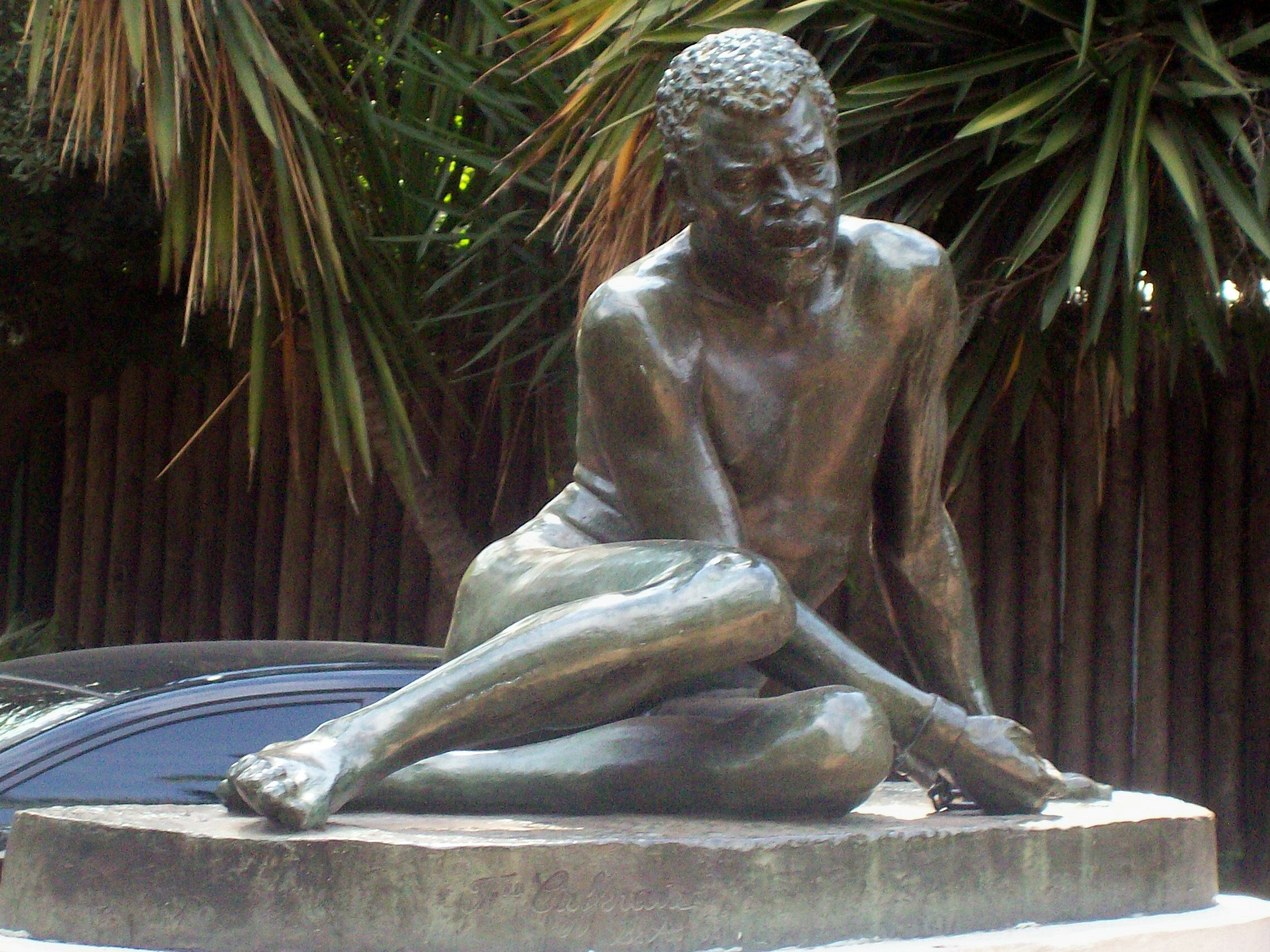
Estatua "La esclavitud" de Francisco Cafferata en Buenos Aires.

A pesar de su reducción a la esclavitud, testimonios de la época sostienen que en Buenos Aires y Montevideo los esclavos eran tratados con menos crueldad que en otras partes. José Antonio Wilde, en Buenos Aires desde 70 años atrás (1810-1880) decía:

"los esclavos habían sido tratados con verdadero cariño por sus amos, no habiendo punto de comparación con el trato dado en otras colonias."

Ello, sin embargo, no le impedía reconocer lo siguiente:

"las amas atormentaban más o menos a esta fracción desventurada del género humano (y que) estaban entre nosotros por lo general muy mal vestidos".

La misma opinión en cuanto al mejor trato nos dejaron en sus testimonios los extranjeros que venían. Por ejemplo, Alexander Gillespie, capitán del ejército británico durante las invasiones inglesas, escribió en sus memorias que lo sorprendió lo bien que se los trataba, en contraste con sus plantadores y los de América del Sur, y proseguía:

"Estos infelices desterrados de su país, así que son comprados en Buenos Aires, el primer cuidado del amo es instruir a su esclavo en el lenguaje nativo del lugar, y lo mismo en los principios generales y el credo de su fe"...."Los amos, en cuanto pude observar, eran igualmente atentos a su moral doméstica. Todas las mañanas antes de que el ama fuese a misa, congregaba a las negras en círculo sobre el suelo, jóvenes y viejas, dándoles trabajo de aguja y tejido, de acuerdo con sus capacidades. Todos parecían joviales y no dudo que la reprensión también penetraba en su círculo. Antes y después de la comida, así como en la cena, uno de estos últimos se presentaba para pedir la bendición y dar las gracias, lo que se les enseñaba a considerar como deberes prominentes y siempre los cumplían con solemnidad".
Memorias de Alexander Gillespie, Capitán del Ejército Británico

En 1801, las milicias de soldados negros y mulatos libres, existentes en Buenos Aires desde muy antiguo, fueron regladas y disciplinadas, y se establecieron compañías en Buenos Aires, Montevideo y Asunción. Luego de la invasión británica de 1806, esas milicias porteñas constituyeron el Batallón de Castas junto a soldados indígenas, segregados por compañías de mulatos, pardos y naturales. Parte de esos soldados fueron trasladados al Cuerpo de Castas de Artillería. Un Cuerpo de Esclavos fue también formado para defender Buenos Aires en caso extremo, pero no se les entregó armas. Luego de la Revolución de Mayo el Batallón de Castas formó el Regimiento de Pardos y Morenos que participó en todas las campañas de la Guerra de la Independencia de la Argentina.
Durante los días de las invasiones inglesas, se originó un levantamiento de esclavos negros en Buenos Aires alentados por el auge del abolicionismo de la esclavitud en Inglaterra. Creían que la expedición inglesa llegaba principalmente para darles su independencia. Pero el general inglés William Carr Beresford no miró con simpatía este movimiento: el vocero de los porteños criollos, Juan Martín de Pueyrredón (que días después reorganizó la reconquista), argumentando que la ruina amenazaba al país si no se suprimía la ilusión de los esclavos, le reclamó medidas en favor de sus haciendas y, en consecuencia, Beresford emitió un bando en el que ordenaba que se les hiciera entender a los esclavos que su condición de tales no variaría (“se los atajó a tiempo”, escribiría Pueyrredón en julio de 1806 en carta a su suegro, en Cádiz). Esta medida iba a contribuir a la derrota de los ingleses, porque impulsó a los esclavos a combatir contra ellos.
Tras la derrota de los ingleses, el Cabildo de Buenos Aires declaró como principal objetivo ver modo de desterrar la esclavitud de nuestro suelo. Entonces, se premió el valeroso comportamiento de los negros con manumisiones por sorteo o elección, pero los manumitidos fueron pocos, en comparación con todos los que integraron los batallones.
Posteriormente, al gobierno surgido de la revolución de mayo de 1810, en forma creciente debió recurrirse a la leva forzosa de esclavos, puesto que los amos rehusaban cederlos por la mora existente en las indemnizaciones establecidas por el Estado para resarcirlos de su pérdida.
Se abandonaron las manumisiones por sorteo o elección, y se decretó la libertad de los esclavos que sirvieran un número determinado de años (generalmente, cinco) en los ejércitos patriotas.
La diferenciación que siguió existiendo hizo que los negros y sus variadas cruzas (pardos, mulatos, morenos, etc.) fueran ubicados en el Regimiento de Castas, cuyo componente nunca superó la tercera parte de las tropas combatientes en los ejércitos patriotas.
Otras variadas cuestiones fueron síntomas de diferenciación social:
- Los integrantes del Regimiento de  Castas (indios,  negros) cobraron un sueldo equivalente a la mitad del que cobraban los regimientos integrados por criollos y españoles.
- Solo sirvieron en la infantería y artillería, puesto que la caballería desde antiguo llevaba aparejada un síntoma de distinción social y debía ser integrada por sectores socialmente pudientes.
- No pudieron tener cargos en la oficialidad de los regimientos.

Sin embargo, algunas de estas cuestiones fueron superadas gracias a los esfuerzos individuales de prohombres de nuestra independencia y al ideario general de la revolución de mayo de 1810, lo que generó una legislación crecientemente democrática que colaboró a mejorar su posición en la escala social:
- A partir de 1811, los cuerpos de pardos y morenos fueron tenidos por cuerpos veteranos, y desde 1812-13, como cuerpos profesionales.
- Gracias a la moción de Juan José Castelli, desde 1811 los oficiales de castas pudieron añadir el tratamiento de "don" a sus nombres, como sinónimo de distinción y reconocimiento.

Un Gobierno que se cimenta sobre las bases de la virtud, ha de ser franco en distinguirla sólo con respecto al sujeto que la profesa, y sin relación a la clase y condición precisa con que se halla. Yo estoy muy cierto, porque me lo han informado y lo he observado que las compañías de castas en el ejército que mando y dirijo se señalan en las acciones y emulan a las demás.
El Capitán de los morenos es muy recomendable por sus virtudes sociales. Puede suceder que convenga manejar el resorte del honor hasta el caso en que se asemejen a un hombre fundido de nuevo en el crisol de la educación e ilustración. ¿No pudiera declararse cuando lo exija la oportunidad el uso del don a uno de castas o la calidad de distinguido si es soldado vendiéndose aquel título en la cámara por menos valor que una acción virtuosa?
Dios guarde a vuestra excelencia muchos años.
Cuartel general de Tupiza, 11 de noviembre de 1810. Dr.  Juan José Castelli

De cualquier modo, en 1812 a Bernardo de Monteagudo se le impidió asumir como miembro del Primer Triunvirato, debido a su "dudosa filiación materna", aludiendo a sus antepasados africanos. La Asamblea del Año XIII, el primer cuerpo constituyente de la Argentina, decretó la libertad de vientres, pero no reconoció el derecho a la libertad de los esclavos existentes. A modo de ejemplo, en el diario El Centinela, del domingo 8 de septiembre de 1822, puede leerse:

Se desea comprar algunos esclavos que entiendan de campo, ó que sepan andar á caballo. El que quiera venderlos ocurra á la tienda de D. Miguel Ochagovia, quien dará razón del comprador.

Sin embargo, fue gracias al general  José de San Martín que a partir de 1816 comenzaron a ocupar cargos en la oficialidad de los ejércitos patriotas.

...es doloroso ver a un cuerpo de la mejor gente en desorganización por la notabilísima falta de cabos y sargentos. No pueden sacarse estos empleados de entre ellos mismos por haber una orden prohibitiva; menos de los blancos, pues no los hay aún para el completo de los regimientos de color. (...) Entre los esclavos hay muchos de más que regular educación para su esfera, que saben escribir, y poseen un genio capaz de las mejores instrucciones. Abriéndose la puerta a sus ascensos, se empeñarán eficazmente a adquirirlos, cumpliendo mejor los deberes de su clase. Razones políticas y muy fuertes influyeron acaso para esta prohibición; pero, o no las distingo, o a lo menos ha cesado su influjo. Si he de hablar francamente, no puedo concebir que la Nación se perjudique porque la esclavatura pueda ascender más allá del destino del soldado. (...) Yo espero que el supremo gobierno se digne habilitar los esclavos para la opción a los empleos, sirviéndose vuestra señoría elevar mi solicitud, la que se contrae a sólo cabos y sargentos.
Dios guarde a vuestra señoría muchos años.
Cuartel general de Mendoza, octubre 14 de 1816. Gral. José de San Martín.

Y el diario El Tiempo, del viernes 5 de septiembre de 1828, tiene este aviso:

Se vende una criada joven de 23 a 24 años, sin vicios ni enfermedades, sabe lavar, planchar y cocinar, en cantidad de 280 pesos de plata, ó su equivalente en moneda corriente. Calle Europa n°69.

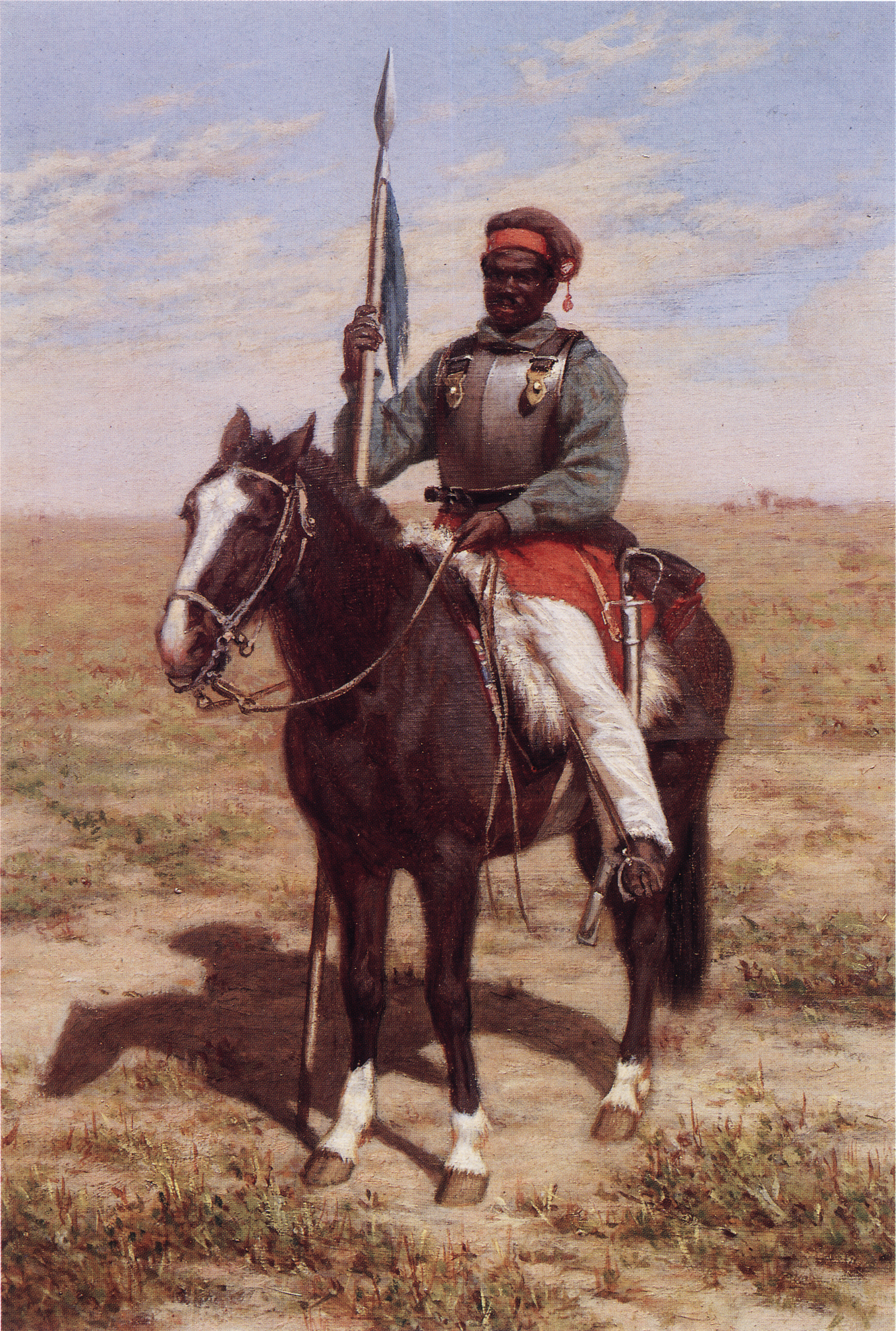
Un lancero afroargentino de Riviera

Muchos de ellos formaron parte de las milicias y tropas irregulares que más tarde conformarían el Ejército Argentino, siempre en escuadrones segregados. Podían, si no estaban conformes con su amo, solicitar ser vendidos e incluso buscar ellos mismos un comprador.
Hasta la abolición de la esclavitud en 1853, la Ley de Rescate obligaba a los propietarios de esclavos a ceder el 40% de ellos para prestar servicio militar. Los que desempeñasen cinco años completos de servicio podían obtener la libertad, pero rara vez fue ese el caso.
Los ejércitos de la independencia reclutaron a gran cantidad de los esclavos que existían en los territorios conquistados a los realistas, ofreciéndoles a cambio la libertad. Muchos de ellos integraron el Batallón N.º 8, que formó parte de la línea de choque en la batalla de Chacabuco, en la que se registró gran cantidad de bajas.
Se destaca la prócer María Remedios del Valle, una de las llamadas «niñas de Ayohúma» que asistieron al derrotado ejército de Manuel Belgrano en la batalla de Ayohúma y que actuó como auxiliar en las invasiones inglesas. Tras la Revolución de Mayo acompañó como auxiliar y combatiente al Ejército del Norte durante toda la guerra de Independencia de la Argentina lo que le valió el tratamiento de «capitana» y de «Madre de la Patria» y, al finalizar sus días, el rango de sargento mayor del Ejército. Su obra fue reivindicada por Bartolomé Mitre en su libro Historia de Belgrano y de la independencia argentina, donde la menciona por su título de "Madre de la Patria". En su honor, en 2013, por Ley N.º 26852, el Congreso de la Nación Argentina estableció el 8 de noviembre como el “Día Nacional de los Afroargentinos y de la cultura afro”.

### Durante el gobierno de Rosas

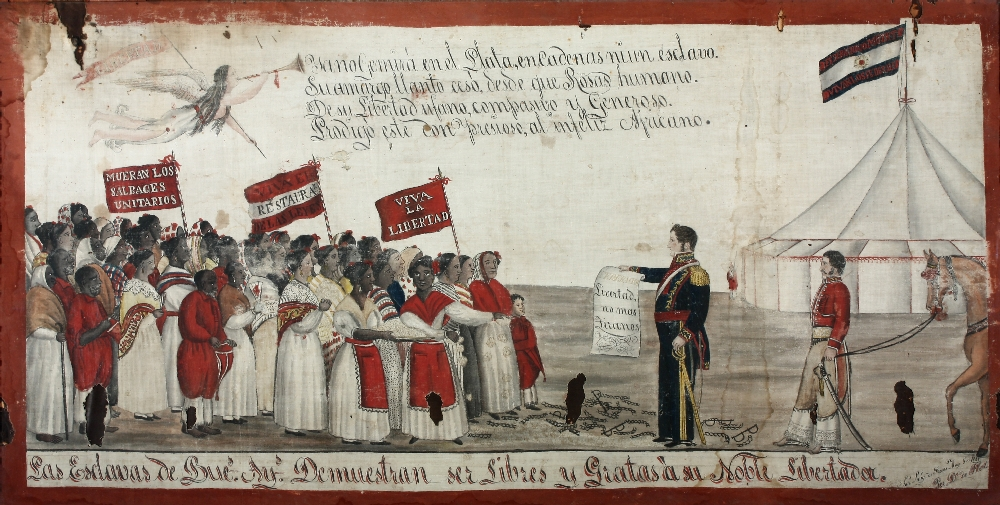
Óleo de 1841 en el que se observa a Juan Manuel de Rosas frente a un grupo de mujeres negras. Al pie se lee: «Las esclavas de Buenos Aires demuestran ser libres y gratas a su noble libertador».

Fue el advenimiento de Juan Manuel de Rosas al poder (1829-1852) la época que marcó la mayor participación e influencia de los negros en la sociedad porteña. Fueron uno de los principales puntales de su régimen, debido a su predilección por las clases bajas de la sociedad. Lograron un estatus más elevado, a la par que una notoria utilización política. Con todo, la actitud de Rosas fue contradictoria respecto a la misma esclavitud, pues la fomentó o la permitió en parte de su mandato, para finalmente abolir la trata de esclavos en 1840.
Las numerosas publicaciones de la época señalaron la demagógica o democrática actitud de Rosas, según se viera, hacia los negros. Su presencia constante en los candombes, junto a miembros de su familia; el agasajarlos y ser endiosado por ellos; el invitarlos a su propia casa y alternar con ellos; las publicaciones remedando el lenguaje de los negros, que habrían tenido como objetivo mantener viva o acrecentar su adhesión a la causa federal, etc.
Durante el gobierno de Juan Manuel de Rosas, la población negra de Buenos Aires llegó al 30 %.[cita requerida] De esa época data la celebración de los carnavales en su forma americana, y el desarrollo de ritmos como el candombe y la milonga que pasarían a formar parte integral del folclore de Argentina. De Rosas se cuenta su gran aprecio por la población negra, y su frecuente asistencia a los candombes. Muchos de los gauchos que desarrollaron tareas en el campo en esa época eran afroargentinos.
Los negros fueron puntal de sus ejércitos y de su imperio por el terror, e incluyó que algunas veces su comportamiento les produjera no solo respeto, sino también temor. Los negros correspondieron mayoritariamente con fidelidad a su líder, pero indudablemente hubo excepciones. Por lo general, después de una traición o deserción, se calificaba un tanto despectivamente de «mulatos» a los que apoyaban o se pasaban a los unitarios, cuestión que se atribuía a la emulación de esos sectores respecto de la clase pudiente unitaria.
Las publicaciones unitarias destacaron el rol de espías que los negros que servían en las casas pudientes desempeñaban. La descripción literaria ha enriquecido con páginas impactantes la guerra silenciosa entablada por las clases inferiores contra las clases superiores. Personajes tenebrosos como María Josefa Ezcurra, cuñada del Restaurador, y su séquito de espías negros en la Amalia de José Mármol, son difícilmente olvidables y no parecen estar demasiado alejados de la realidad histórica en la cual se inspiró.[cita requerida] Fue ese rol atribuido a la gente de color el que generó un temor y un odio nunca superado por la clase pudiente unitaria.
La época de Rosas fue marcada por la guerra civil entablada entre unitarios y federales. La época del rojo punzó, del puñal de la Mazorca, de los candombes y carnavales africanos desenfrenados. La utilización de negros en los ejércitos fue paralela en ambos bandos enfrentados, pero se cree lograron mayor preeminencia en la causa federal, en la que hubo algunos casos individuales de negros ubicados en cargos importantes. Social y políticamente, aparece como más democrática la actitud federal hacia los negros.
Los unitarios sostuvieron una actitud más marcadamente etnocéntrica, mientras que los federales instrumentaron una mayor participación y fueron más permisivos, aunque ello no habría redundado en un notorio mejoramiento de la situación socioeconómica de los negros, ni en su definitiva liberación de la condición de esclavos, a pesar de que en 1837 Rosas había sancionado una ley que prohibía en forma expresa la compraventa de esclavos en territorio nacional, y de que en 1840 había hecho pública su declaración de la abolición total del tráfico de esclavos por el Río de la Plata en todas sus formas.

### Plena libertad

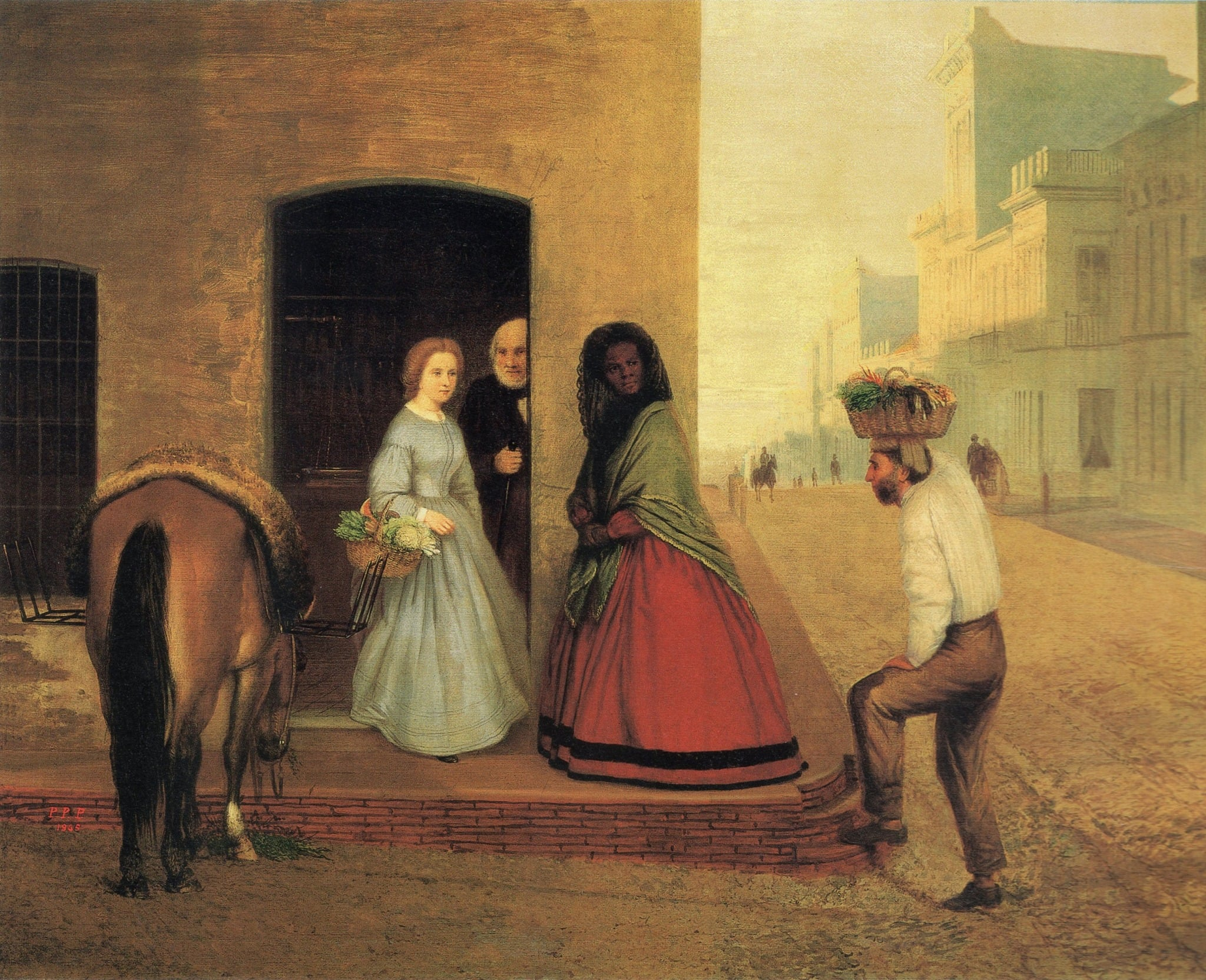
Esquina porteña, pintura de 1865 de Prilidiano Pueyrredón. La mujer blanca se hace a un lado para que pase la dama afro con su sirviente.

La Constitución Nacional de 1853 abolió la esclavitud, pero legalmente recién con la reforma de la  Constitución en 1860 la abolición quedó completa, al establecerse la libertad de esclavos de extranjeros introducidos por sus amos en el territorio argentino.
Uno de los pasajes fundamentales del Martín Fierro, escrito en 1872 y considerado el libro nacional de la Argentina, consiste en dos encuentros del protagonista con gauchos negros: al primero lo asesina con evidente desdén racista en la primera parte del libro, y con el otro, que resulta ser el hermano del primero, varios años después, sostiene una famosa payada.
El novelista Martínez Zuviría (conocido como Hugo Wast) publicó en 1904 Alegre, la única novela de la literatura argentina que tiene como protagonista y como héroe a un inmigrante africano en situación de esclavitud. Martínez Zuviría escribió esta novela entre los años 1902 y 1904, durante la presidencia de Julio Argentino Roca, cuando se imponía la idea europeizante de los gobiernos conservadores, que pretendía negarles a los afroargentinos una parte de la identidad nacional. Alegre es una novela muy influida por el libro abolicionista La cabaña del tío Tom, cuyo impacto en el público estadounidense fue uno de los eventos que llevaron a la guerra civil en ese país, y que fue censurado por considerar héroe a un negro africano. Alegre es el nombre del protagonista: un joven africano de piel negra, que realiza inmumerables hazañas y tiene un corazón sensible y altruista.
Después de abolirse la esclavitud, los negros continuaron sufriendo discriminación. De los catorce colegios existentes en Buenos Aires en 1857, solo dos admitían niños negros, a pesar de que el 15% de los alumnos de ese año eran de color. Similarmente, en 1829, en Córdoba solo podían ingresar a los colegios secundarios dos afrodescendientes por año; y a la universidad solo tuvieron acceso en 1853.
Los argentinos negros comenzaron a publicar periódicos y a organizarse para la defensa común. Uno de los periódicos, El Unionista, publicó en 1877 una declaración de igualdad de derechos y de justicia para todas las personas, sin importar el color de la piel. En uno de sus números, decía:

...la Constitución es letra muerta y abundan los condes y marqueses; los cuales, siguiendo el antiguo y odioso régimen colonial pretenden tratar a sus subordinados como esclavos; sin comprender que entre los hombres que humillan hay muchos que ocultan bajo su tosco ropaje una inteligencia superior a la del mismo que ultraja.

Otros periódicos fueron La raza africana, o sea el demócrata negro y El proletario (ambos de 1858). Hacia 1880, en la ciudad existían alrededor de veinte periódicos de esta índole.
También incursionaron en la política. Por ejemplo, José M. Morales, activo coronel mitrista, llegó a ser diputado provincial, constituyente y luego senador provincial en 1880, mientras que el coronel Domingo Sosa llegó a ser diputado en dos oportunidades y constituyente provincial en 1854.

## ¿Qué sucedió con la población negra argentina?

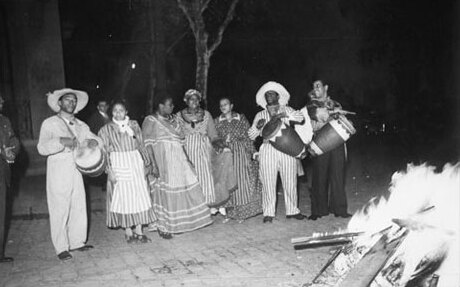
Negros argentinos tocando candombe en 1938.

Tradicionalmente se ha afirmado que la población negra en la Argentina disminuyó desde comienzos del siglo XIX hasta prácticamente desaparecer. Sin embargo, el censo piloto realizado en dos barrios argentinos en 2005 sobre conocimiento de antepasados provenientes del África negra verificó que un 3 % de la población sabe que desciende parcialmente de negros[cita requerida] (lo cual no implica necesariamente ser negro).
Teniendo en cuenta que la inmigración europea explicaba más de la mitad del crecimiento de la población argentina en 1960, algunos investigadores sostienen que antes que disminución lo que hubo fue un proceso de "invisibilización" de la población afroargentina y sus raíces culturales. Para principios del siglo XX, el 30% de la población argentina era inmigrante, y de orígenes (entre otros) italianos, españoles, alemanes, o eslavos.  Argentina fue el segundo país en el mundo que recibió la mayor cantidad de inmigrantes, con 6.6 millones, debajo solamente de los EE. UU. con 27 millones, y por encima de países como Canadá, Brasil y Australia.
Las antiguas teorías que sostenían el genocidio, así como la disminución de la población, utilizaban argumentos similares, pero se diferenciaban por la atribución de intencionalidad que la primera atribuye a las clases dirigentes. Entre las causas expresadas se destacan la supuesta alta mortandad de soldados negros en las guerras del siglo XIX (ya que teóricamente eran una cantidad desproporcionadamente alta dentro de las fuerzas armadas -lo cual habría sido planeado intencionalmente por los gobiernos de la época-) y en una epidemia de fiebre amarilla de 1871 que afectó al sur de la ciudad de Buenos Aires, como también una emigración numerosa a Uruguay (debido a que allí habría habido una población negra mayor y un clima político más favorable).
Las investigaciones de las últimas décadas descartan tales teorías. Si bien es verdad que los negros conformaban una parte importante de los ejércitos y milicias del siglo XIX, no eran mayoría ni su número difería mucho del de amerindios y blancos incluso en los rangos bajos (los denominados carne de cañón). Tampoco las epidemias de fiebre amarilla que afectaron Buenos Aires (especialmente la más letal, que fue la de 1871) tuvieron un gran efecto, ya que los estudios demográficos no respaldan esa visión (por el contrario, muestran que los más afectados fueron inmigrantes europeos recién llegados que vivían en la pobreza) y, además, ésta teoría no explica el declive de la población negra en el resto de Argentina.
Éstos argumentos se elaboraron solo con base en conjeturas, pero desde el siglo XX fueron permanentemente divulgados en Argentina por el sistema educativo y los medios de comunicación (aún actualmente) debido a la falta de hincapié en el estudio tema y como un método para invisibilizar la población no-blanca que perduró en el país hasta la actualidad (si bien terminado el siglo XIX los negros pasaron a ser un porcentaje mínimo de la población argentina, los amerindios continuaron siendo una minoría importante que desde ya antes de mitad del siglo XX creció -y continúa haciéndolo- debido a la nueva oleada inmigratoria procedente de países sudamericanos), lo que sirvió para que, en el imaginario social, la identidad argentina se base únicamente en la población blanca, especialmente la descendiente de inmigrantes europeos.
La teoría más aceptada actualmente es la de que la población negra fue disminuyendo paulatinamente con el paso de las generaciones debido a su mestizaje con blancos y, en menor medida, amerindios, que se dio frecuentemente ya desde el siglo XVIII en plena era colonial, y se aceleró aún más a fines del siglo XIX con la llegada de la oleada inmigratoria blanca masiva procedente de Europa y Medio Oriente, la cual fue promovida por los gobiernos argentinos de la época precisamente para que la población no-blanca resulte "diluida" dentro de la mayoría blanca mediante el mestizaje. Dicho proceso fue similar al del resto del continente (con diferentes resultados según el volumen de la inmigración y las características demográficas particulares de cada región) y se conoce como blanqueamiento.
El mismo se basó en la idea de que los blancos (especialmente los que pertenecen a las culturas de Europa Occidental) eran los únicos capaces de llevar adelante una civilización, mientras que la mayoría de los no-blancos (como amerindios y negros) estaban inevitablemente relacionados con la barbarie.
A diferencia de otras regiones de América donde hubo una fuerte segregación violenta de los no-blancos debido a las mismas ideas, las élites argentinas pensaron que la descendencia no-blanca podría mejorarse mediante la mezcla racial con blancos. La excepción, desde mediados del siglo XIX, fueron aquellos no-blancos que aún vivían en sociedades tribales que no formaban parte de la cultura argentina y no estaban bajo el control del gobierno, en este caso amerindios de varios pueblos indígenas locales con los que por lo general había conflicto (otros, en cambio, se iban integrando a la sociedad del país -aunque a veces de forma forzada-), vistos así como salvajes incorregibles que eran un bloqueo para el progreso y una amenaza para la nación. Esto desembocó en guerras contra ellos (como algunas de la Conquista del Desierto) que en algunos casos terminaron con asesinatos en masa y genocidios (haciendo incluso desaparecer algunas etnias), además de la toma de sus tierras.

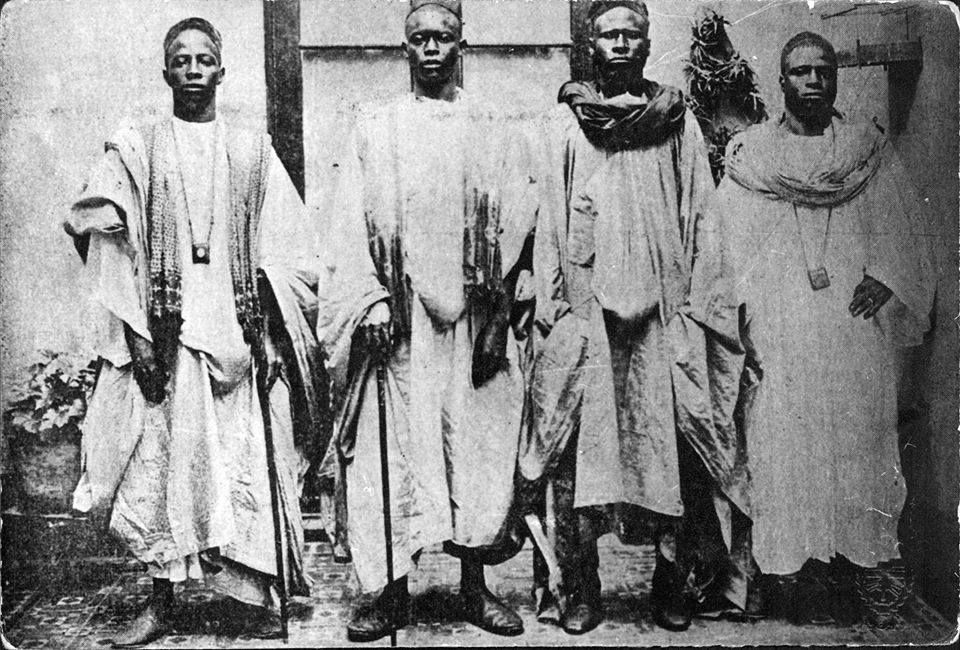
Inmigrantes senegaleses llegados en 1899 para trabajar en un ingenio azucarero de Tucumán.

En la época colonial tardía el mestizaje fue habitual ya que, a pesar del racismo reinante en la época, el nivel de segregación y violencia hacia los no-blancos que formaban parte de la sociedad colonial en los territorios que actualmente son parte de Argentina, era menor que el que había en otras colonias europeas en América y en otras regiones coloniales españolas donde se precisaba una mayor intensidad de la mano de obra esclava (como ser los enclaves mineros o los latifundios agrícolas de regiones tropicales). Por ello había menos maltrato hacia los esclavos, que además tenían mayor libertad para circular, especialmente quienes trabajaban en el campo, donde fundamentalmente se requerían labores asociadas a la ganadería y la agricultura extensiva. También era más común que pudiesen comprar su libertad, por lo que ya incluso varias décadas antes de la abolición de la esclavitud, la misma estaba en claro declive.
Por otro lado, debido a la asociación de la negritud con la barbarie, ya a fines del siglo XVIII los negros (que para entonces normalmente contaban con cierto nivel de mestizaje y por ello la piel más clara que la 
de la mayoría de los esclavos recientemente llegados de África, como así también rasgos menos típicos de la raza), según su grado de libertad o de buena relación para con sus amos o entorno social blanco, pasaron paulatinamente a ser considerados en los censos y documentos legales en categorías pseudo raciales confusas (pero beneficiosas para ellos) como las de pardos o trigueños (donde también se incluían amerindios que formasen parte de la sociedad colonial e incluso blancos con un nivel alto de mestizaje) para desligarlos de su pasado esclavo y hacerlos, teóricamente, más funcionales a la sociedad moderna que se pretendía crear (según la visión eurocentrista de las autoridades), y esto significó para los propios negros ya mestizados una mejor posición social y mayor grado de libertad al alejarse de su categoría racial original. En otros casos, también debido a su fenotipo ambiguo, varios intentaban ser anotados como indios (si podían dar cuenta de su ascendencia indígena) debido a que esto les posibilitaba obtener la libertad, ya que desde el siglo XVI en las colonias españolas se había prohibido la esclavitud de indígenas americanos mediante las Leyes Nuevas y las Leyes de Indias (pese a ello, sucedía ilegalmente, pero con mucha menor frecuencia que la esclavitud de los africanos negros y sus descendientes, que estaba permitida). Incluso había casos de mujeres negras con un alto grado de mestizaje que lograban ser anotadas como señoras o doñas (categorías reservadas únicamente para mujeres blancas) con ayuda de personas blancas de su entorno (por ejemplo, sus parejas).
Éstas situaciones hacían que los negros prefiriesen formar familia con blancos y amerindios (en este caso solo hasta mediados del siglo XIX, cuando los rasgos de esa raza se volvieron menos deseables debido a la persecución que se inició contra varios pueblos indígenas) para tener hijos que tuviesen la piel más clara y rasgos menos comunes a los de los nativos del África subsahariana, lo que incrementó su nivel de mestizaje y, por ende, disminución, que perduró con fuerza aún abolida la esclavitud ya que las personas de piel más clara continuaron rigiendo la sociedad y conformando la mayor parte de la élite, quedando así la piel oscura asociada a la pobreza en la idiosincrasia argentina.
La clasificación de una cantidad cada vez mayor de no-blancos (especialmente aquellos que tenían al menos alguna mezcla racial) en nuevas categorías pseudoraciales ambiguas fue ideada por las autoridades desde los últimos años del período colonial como un método para moverlos de sus identidades raciales originales (negros e indios) en un intento por hacerlos más asimilables dentro de la sociedad moderna que se pretendía crear. Ésta fue una primera parte del 'blanqueamiento', conocido hoy como aclaramiento, en el que los no-blancos fueron colocados paulatinamente en categorías más cercanas a la blanca, que era la más deseable. Además, la élite blanca, que era una minoría en la mayoría de los lugares hasta mediados del siglo XIX, utilizó esto como una forma de marcar la diferencia entre "nosotros" y "ellos", permitiendo que mucha gente "abandone" sus categorías raciales indeseables originales, pero al mismo tiempo impidiendo que sea catalogada como blanca (en ciertos casos los catalogados en esas categorías presentaban un aspecto más cercano al blanco que al de las demás razas) para negarles el acceso al poder y los privilegios que estaban reservados para una minoría.
De tal manera, términos como morochos o criollos (que amplió su significado al del original, que se refería solo a los blancos de ascendencia española nacidos en América en la era colonial) pasó a ser utilizado para catalogar a la gran mayoría de la población que no era claramente blanca (o blancos descendientes de españoles de la época colonial en el caso de los criollos), ayudando así posteriormente a la narrativa de la desaparición de los amerindios y negros en el país. La propia gente perteneciente a éstas razas (la cual estaba ya fuertemente mestizada, especialmente en el caso de los negros) buscó activamente identificarse con las nuevas categorías ya que estaban simbólicamente más cercanas a la blanquitud, lo que posibilitaba más beneficios y menos discriminación. Solo los negros que conservaban piel oscura eran considerados como tales, y al ser una minoría inclusive dentro de la propia población negra argentina, fueron considerados como casos aislados o bien extranjeros (ya que, desde fines del siglo XIX, varios de ellos eran inmigrantes africanos libres llegados en tiempos recientes principalmente desde Cabo Verde). En el caso de los amerindios, solo pasaron a ser considerados como tales quienes eran parte de los pueblos indígenas que aún sobrevivían (que representaban una pequeña minoría), no así quienes eran parte de la sociedad argentina no-indígena mayoritaria.
En 1887 el porcentaje oficial de población negra fue computado en un 1,8 % del total. A partir de ese momento no será registrada en los censos. La posición del Estado volvió a hacerse explícita al realizarse el censo nacional de 1895 cuando sus responsables afirmaron:

No tardará en quedar la población unificada por completo formando una nueva y hermosa raza blanca.[cita requerida]

En referencia al mestizaje que había ocurrido con los negros desde hacía varias generaciones, en 1905 el periodista Juan José de Soiza Reilly manifestó en su artículo "Gente de color" (publicado en la revista Caras y Caretas) que:

Poco a poco, ésta raza se está extinguiendo... la raza va perdiendo en la mezcla su color primitivo. Se hace gris. Se disuelve. Se aclara. El árbol africano está dando blancas flores caucásicas.

A partir de entonces y durante casi un siglo, en la Argentina prácticamente no se realizaron estudios referidos a los afroargentinos.
A partir de la década de 1930 comenzaron a producirse grandes migraciones internas de trabajadores campesinos hacia Buenos Aires y otros centros urbanos buscando integrarse como obreros fabriles en el proceso de industrialización abierto entonces. A partir de la década de 1940 la presencia de personas de piel oscura se hizo repentinamente numerosa en la región pampeana y fueron llamados despectivamente por amplios sectores de clase media y alta, cabecitas negras, aunque en su gran mayoría se trataba de amerindios descendientes de indígenas (quienes también poseen piel oscura) y no negros descendientes de africanos.
Recién en las últimas décadas han comenzado a aparecer investigaciones tanto históricas como sociológicas orientadas a la población negra.
Los mecanismos de invisibilización y discriminación física y cultural de los afroargentinos tuvieron una manifestación pública en 2002, cuando una funcionaria de migraciones denunció erróneamente a una ciudadana argentina por falsificación del pasaporte, argumentando que "no podía ser argentina y negra".
En los últimos años se han multiplicado los estudios, actividades y organizaciones relacionadas con la población afroargentina. El resultado general indica una presencia tanto física como cultural mucho mayor que la que se suponía oficialmente.

## Influencia cultural

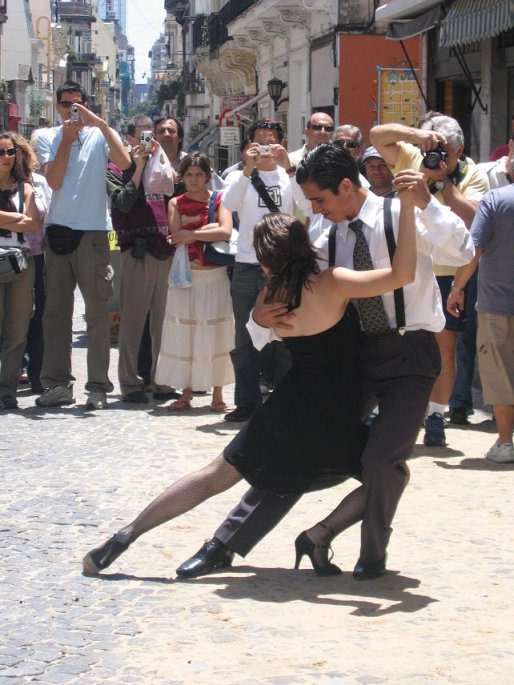
El tango, música afrorrioplatense.

Dice el Catálogo de la Exposición La historia negra del tango realizado en el Museo Casa Carlos Gardel en 2010, sin indicación de autor, que "….la mayoría de los afroporteños se inclinaban por las comparsas “a la europea” cuyo repertorio era variado e incluía muchos géneros europeos. Agrega que en la época de la Guardia Vieja hubo presencia de compositores y músicos afroporteños por lo que un enfoque que se aparte de la visión eurocéntrica que atribuye a los investigadores “permite inferir que aún hay mucho, y original, por decir sobre la cuestión si se adopta un plano analítico más amplio, integrador de un enfoque afrocéntrico”.
El investigador Héctor Benedetti dice que en el Río de la Plata hay noticia que ya en 1810 se usaba el término “tango” para sitios donde se bailaba pero que esa voz también circulaba en España como importada desde Cuba dado que el “tango andaluz” es de raíz afrocubana. Cuando este género se difunde en Sudamérica entre 1870 y 1880 la danza de los negros, que hasta el momento se llamaba “milonga” pasó a llamarse “tango”, o sea que “la música y el baile que los negros practicaban en sus “tangos” poco o nada tuvieron que ver con la del tango que luego se difundiría. Los instrumentos que ellos usaban no conseguirían la musicalidad que acabó imponiéndose; a lo sumo, establecieron una base rítmica. Por otra parte, viejos grabados registraron un baile de pareja suelta: exactamente lo contrario de la coreografía aceptada.” 
Respecto de la influencia que pudieron haber tenido músicos de origen afroamericano, Benedetti dice que fueron posteriores a 1850 y que ninguno de ellos tiene en sus composiciones de tango –ni siquiera en las más tempranas- elemento alguno reconocible como una conexión con la música tribal de los esclavos.
Además del ficticio moreno del Martín Fierro, fueron famosos los payadores Gabino Ezeiza (1858-1916), payador y poeta, e Higinio Cazón. El pianista y compositor Rosendo Mendizábal (1868-1913), compositor y músico de tango, autor de El entrerriano (1897), era negro, así como Carlos Posadas (1874-1918), compositor de tango, Enrique Maciel (1897-1962), guitarrista, bandoneonista y compositor (autor de la música del vals La pulpera de Santa Lucía), Horacio Salgán (compositor, director de orquesta y pianista), Cayetano Silva, nacido en San Carlos (Uruguay) y autor de la música marcha San Lorenzo, y Zenón Rolón (1856-1902), compositor académico quien escribió numerosa música académica, como la Gran marcha fúnebre que en 1880 se ejecutó en honor al Libertador José de San Martín al ser repatriados sus restos. El historiador Juan Álvarez, mediante el principio comparativo melorítmico de la escuela de Berlín, estableció (más que posibles) filiaciones afro en estilos musicales como el tango, la milonga campera, el caramba y el marote.
El habla coloquial del idioma español en la Argentina aduce muchos términos africanos, por ejemplo mucama, bochinche, dengue, mondongo, quilombo, marote, catinga, tamango, mandinga, candombe y milonga, empleándose muchos de ellos en el lunfardo. Asimismo, la población afroargentina del tronco colonial mantiene por tradición oral en su habla coloquial y la letra de sus cantos otros términos africanos que no permearon al lunfardo, como "kalunga" para "cementerio", "mundele" para persona blanca (en sentido despectivo) y cused, para "aquel/lla".
En lo religioso, además de las festividades de carnaval, se encuentran veneraciones a San Benito y San Baltasar, el rey mago negro, este aún venerado popularmente en gran parte de la provincia de Corrientes, este del Chaco, este de Formosa y norte de Santa Fe.
El racismo sigue siendo importante. Los términos negro, negrita, morocho y cabecita negra —dirigidos hacia personas de otra clase social, pero con un fuerte contenido semántico vinculado a la etnia— siguen siendo utilizados, aunque sus víctimas a menudo son personas de origen amerindio e incluso de origen europeo.

## Poemas de afroargentinos
Yo me llamo Juana Peña

y tengo por vanidad,

Que sepan todos que soy

Negrita muy federal.

(...) Negrita que en los tambores

Ocupó el primer lugar,

y que todos me abren cancha

Cuando yo salgo a bailar.

(...) Pero ya que me ha chiflado

Por meterme a gacetera,

He de hacer ver que aunque negra,

Soy patriota verdadera.

Por la Patria somos libres,

Y esta heroica gratitud,

Nos impone el deber santo

de darle vida y salud.

La Patria se ve amagada

De unos pocos aspirantes,

Que queren sacrificarla

Por salir ellos avantes.

Opongamos a su intento

Nuestros pechos por muralla,

Y reunidos los negritos,

Corramos luego a salvarla.

(...) Yo por desgracia no tengo
Hijos, padre, ni marido,
a quien poderles decir,
que sigan este partido.
Pero tengo a mis paisanos,
Los negritos Defensores,
Que escucharán con cuidado
Estas fundadas razones.
(...) Patriotas son y de fibra,
De entusiasmo y de valor,
Defensores de las Leyes,
y de su Restaurador.
Solo por D. Juan Manuel
Han de morir y matar,
Y después por los demás,
Mandame mi general.
Mandame mi general,
Le han de decir al traidor
que los quiera hacer pelear
Contra su Restaurador.
Mandame mi general
Se lo dice Juana Peña,
Mandame mi general
Esa Negrita porteña."
Periódico La Negrita, N° 1, Buenos Aires, 21 de julio de 1833.
En medio de mi pueblo estoy aislado,

porque donde mi cuna se meció

con ímpetu arrojada de su lado,

una raza de parias ha quedado

y a aquella raza pertenezco yo.

Y ni patria tenemos, si existe,

de su seno nos supo conscribir;

las cargas sean para un hombre triste.

Y si un solo derecho nos asiste,

ha de ser el derecho de morir.

(1869) Horacio Mendizábal, poeta afroporteño.
Ah maldito, maldito mil veces

seas blanco sin fe, tu cruel memoria

es eterno baldón para tu historia.

(1878) Casildo Thompson, poeta afroporteño.
Ya no hay negros botelleros,

ni tampoco changador,

ni negro que vende fruta,

mucho menos pescador;

porque esos napolitanos

hasta pasteleros son

y ya nos quieren quitar

el oficio de blanqueador.

Ya no hay sirviente de mi color

porque bachichas toditos son;

dentro de poco ¡Jesús por Dios!

bailarán zemba  con el tambor.

Anónimo, probablemente de fines del siglo XIX.

## Inmigraciones posteriores alsigloXIX
Inmigrantes de países africanos según el censo de 2022:
| Puesto | País          | Población |
| ------ | ------------- | --------- |
| 1      | Haití         | 1.524     |
| 2      | Senegal       | 1.120     |
| 3      | Sudáfrica     | 322       |
| 4      | Egipto        | 238       |
| 5      | Marruecos     | 231       |
| 6      | Angola        | 177       |
| 7      | Argelia       | 138       |
| 8      | Indeterminado | 127       |
| 9      | Nigeria       | 123       |
| 10     | Ghana         | 103       |
| –      | Otros         | 664       |
| Total  | Total         | 4.767     |

Notas
1. ↑  Únicamente contabilizados inmigrantes de países africanos y Haití.

### Inmigrantes de Cabo Verde

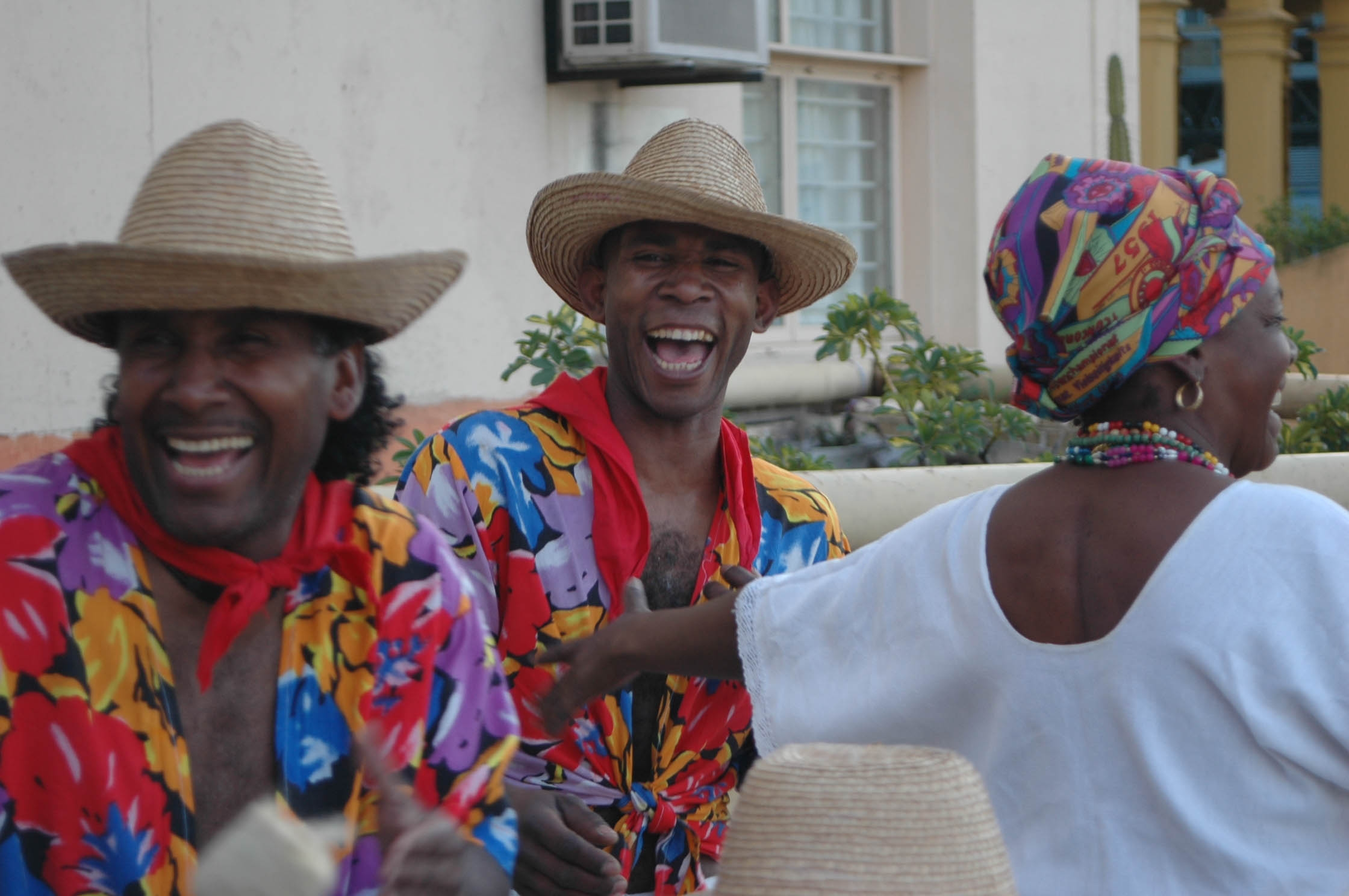
Caboverdianos de Buenos Aires en 2012.

Se estima que entre 12 000 y 15 000 descendientes de inmigrantes provenientes de Cabo Verde viven en la Argentina; de ellos, unos 300 nacieron en ese país africano.[cita requerida]
Esta inmigración comenzó a fines del siglo XIX y se hizo relevante a partir de la década del 20. Los períodos de mayor afluencia fueron entre 1927 y 1933, y el tercero, después de 1946. Estas inmigraciones se debieron principalmente a sequías en el país africano, que originaron hambrunas y numerosas muertes.
Eran expertos marineros y pescadores, razón por la cual la mayoría se estableció en lugares con puerto, como Rosario, Buenos Aires, San Nicolás de los Arroyos, Campana, Bahía Blanca, Ensenada y Dock Sud. El 95 % de ellos consiguió empleo en la Marina de Guerra, en la Marina Mercante, en la Flota Fluvial Argentina, en YPF, en los astilleros o en ELMA.

### Inmigrantes de África continental

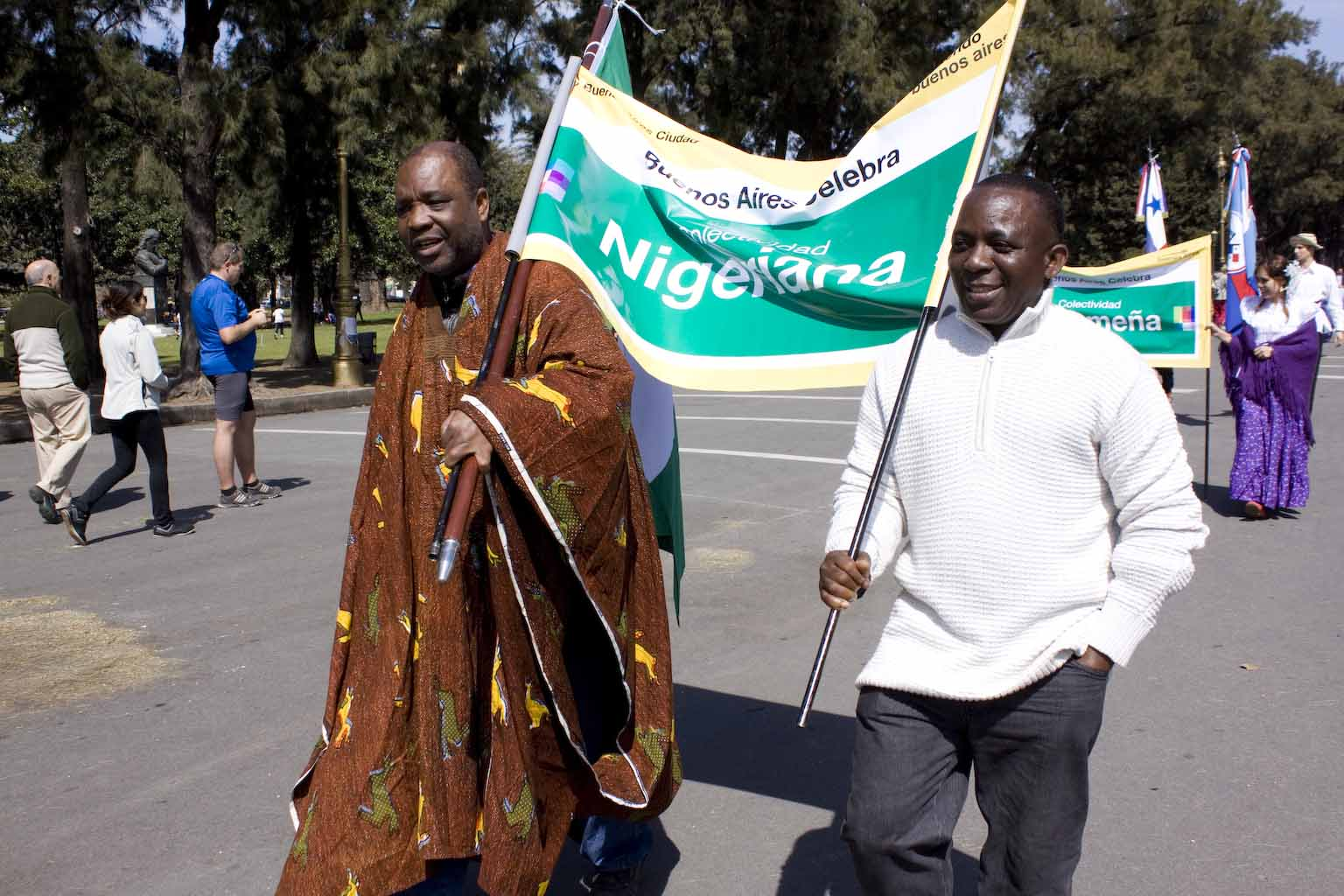
Nigerianos durante el día del inmigrante en Buenos Aires.

No hay datos oficiales sobre cuántos residentes en el país provienen de África, pero datos no oficiales reflejan un aumento de la inmigración en las últimas décadas. Hacia 2016, vivían unos 2000 senegaleses en la ciudad de Buenos Aires, según Ndathie “Moustafa” Sene, presidente de la Asociación de Residentes Senegaleses en Argentina. Y para ese mismo año, los africanos en el país son cerca de 10 000, de acuerdo con estimaciones de Otitigbe Oghoerore Alegbe, a cargo de la Asociación de Nigerianos en el Río de la Plata.
Desde 2004 hasta 2012, se resolvieron menos de cien permisos de residencia anuales de ciudadanos senegaleses en la Argentina; de 2013 a 2016, hubo más de mil por año. Es la nación africana con más trámites anuales de radicación, y está en el “top 20” entre todas las comunidades inmigrantes del mundo que viven en Argentina, según la Dirección Nacional de Migraciones.
Nigeria es otro de los países de origen importante, aunque el número de inmigrantes ha mermado. Con la crisis de 2001, muchos se fueron a Estados Unidos aprovechando el pasaporte argentino. También figuran ciudadanos de Costa de Marfil, Camerún, Ghana y Gambia.
Es común que vuelen directamente desde sus lugares de origen, o bien llegan con visa a Brasil, donde hay un consulado senegalés, y desde ahí cruzan a la Argentina irregularmente con lanchas, canoas o camiones. En este panorama, las mujeres aún están rezagadas; las que vinieron son excepciones, y en general llegan ya con pareja.
En la ciudad de Buenos Aires, en las zonas comerciales de los barrios de Once, Liniers, Flores, Constitución y Retiro hay muchos africanos que han venido escapando de la miseria de sus países, en especial senegaleses. Según la «Agencia para Refugiados en Buenos Aires», piden asilo, consiguen una visa para Brasil, y luego viajan a la Argentina, en algunos casos como polizones en los barcos. Se dedican principalmente a la venta ambulante. Cuando se les niega el permiso de residencia, permanecen en el país sin estatus legal y se convierten en blanco de la red de tráfico de personas. Los domingos, una parte de la comunidad senegalesa se junta para comer platos típicos de su país. Algunos locales ya tienen recetas de platos africanos.
Durante el siglo XXI, los africanos que escapan de sus países de origen por ser explotados, perseguidos por guerras, o por razones religiosas, ideológicas o políticas, arribaron como polizones al país, en especial al puerto de Rosario, provincia de Santa Fe. Aunque las cifras son exiguas, se incrementan año tras año: en 2008, arribaron buscando refugio 70 personas, contra unas 40 del año anterior, pero solo 10 permanecieron; el resto fue repatriado. Muchos son menores de edad. Suelen subirse a los barcos sin saber adónde se dirigen, o creyendo que van a algún país desarrollado del hemisferio norte. Provienen de Nigeria, Costa de Marfil, y Guinea.
El primer africano que inició en Rosario esta nueva inmigración llegó con 12 años, en 2004. Fue adoptado por una familia, pero la mayoría no tuvo la misma suerte. Muchos de los niños han sido alojados en hogares transitorios y muchos adultos viven en habitaciones rentadas y ganan dinero como vendedores ambulantes. Algunos formaron familia y se establecieron; otros se convirtieron en delincuentes.

### Inmigrantes de República Dominicana

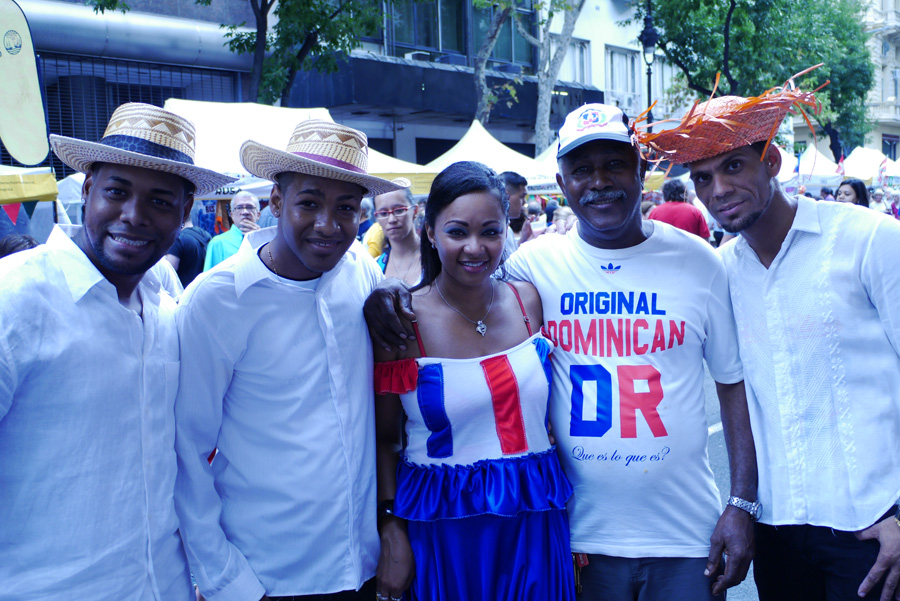
Cuerpo de Baile Folklórico afrodominicano en Buenos Aires.

A comienzos de la década de 1990 y hasta la crisis económica de 2001, como resultado de una política de conversión peso-dólar, existió una corriente migratoria de países pobres que venía al país a trabajar para ganar salarios altos medidos en dólares y volverse a su país de origen con mucho dinero ganado. Comenzaron entonces a llegar mujeres dominicanas de ascendencia africana, muchas de ellas para ejercer la prostitución, ya sea en forma voluntaria o por haber caído en alguna red de trata de personas.
Una segunda ola de inmigrantes de esta clase se inició en 2008: las peticiones de dominicanas para radicarse en el país pasaron de 663 en 2007 a 1168 en 2008, según estadísticas de la Dirección de Migraciones. Las autoridades dispusieron controles con el fin de descubrir a falsas turistas y combatir a las mafias que las traían. Fue así como en abril de 2009 unas 166 dominicanas fueron rechazadas y devueltas a su país.

## Situación sociodemográfica

### Distribución territorial de los inmigrantes actuales

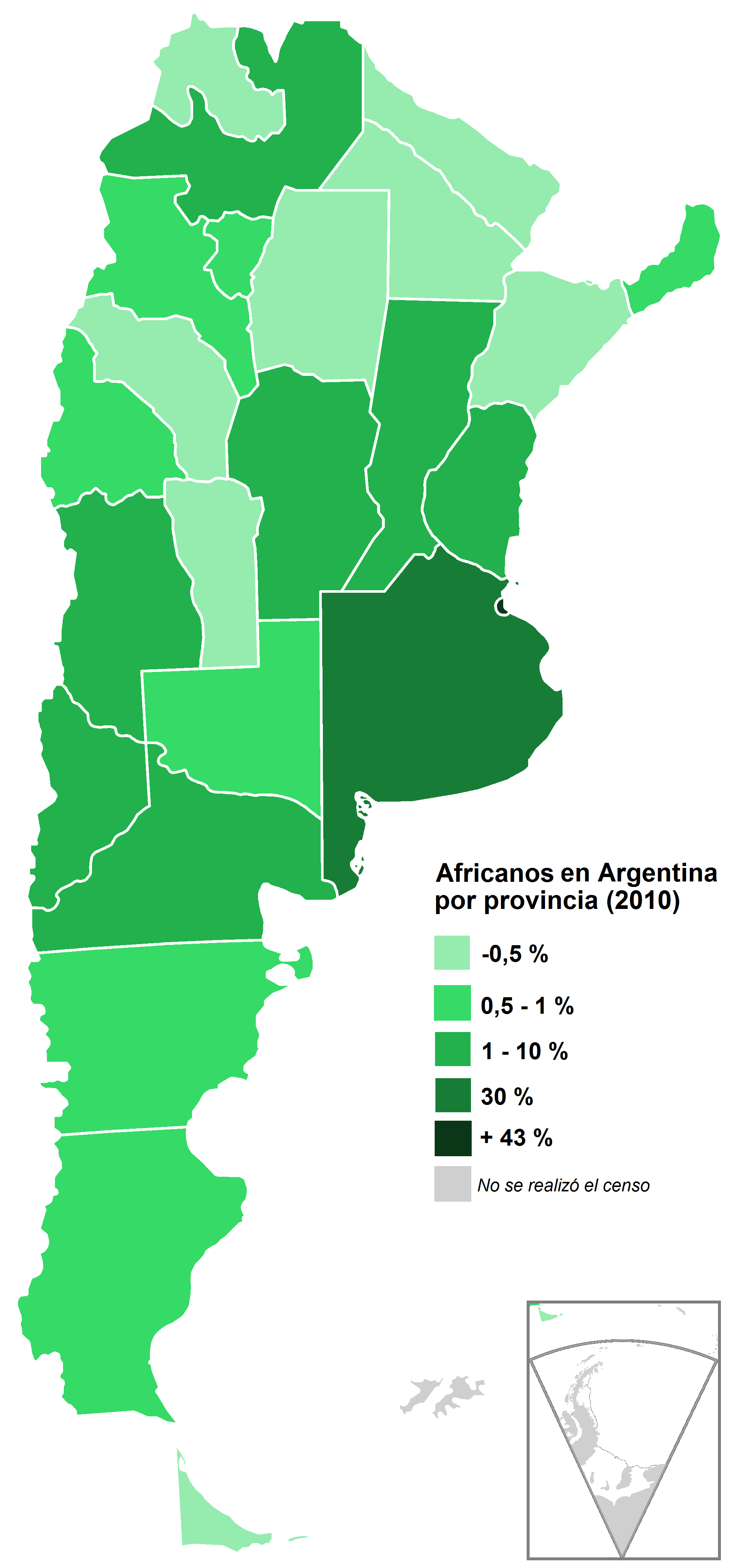
Porcentaje de africanos en Argentina por provincia según el censo 2010.

El censo argentino de 2010 registró 2.738 personas nacidas en África (sin distinguir por raza ni región del continente). La siguiente tabla muestra la distribución en las 23 provincias y la ciudad autónoma de Buenos Aires:
| Rango | Provincia                                | Nacidos en África | Porcentaje |
| ----- | ---------------------------------------- | ----------------- | ---------- |
| 1     | Ciudad de Buenos Aires (ciudad autónoma) | 1.176             | 43,00 %    |
| 2     | Buenos Aires Provincia                   | 839               | 30,64 %    |
| 3     | Córdoba                                  | 143               | 5,22 %     |
| 4     | Entre Ríos                               | 82                | 2,99 %     |
| 5     | Mendoza                                  | 77                | 2,81 %     |
| 6     | Santa Fe                                 | 73                | 2,66 %     |
| 7     | Salta                                    | 50                | 1,82 %     |
| 8     | Río Negro                                | 42                | 1,54 %     |
| 9     | Neuquén                                  | 38                | 1,38 %     |
| 10    | Chubut                                   | 26                | 0,95 %     |
| 11    | Corrientes                               | 23                | 0,84 %     |
| 12    | San Juan                                 | 21                | 0,76 %     |
| 13    | La Pampa                                 | 18                | 0,66 %     |
|       | Tucumán                                  | 18                | 0,66 %     |
| 15    | Catamarca                                | 17                | 0,62 %     |
| 16    | Misiones                                 | 16                | 0,58 %     |
| 17    | Santa Cruz                               | 14                | 0,51 %     |
| 18    | Santiago del Estero                      | 13                | 0,47 %     |
| 19    | Chaco                                    | 11                | 0,44 %     |
| 20    | Tierra del Fuego                         | 10                | 0,36 %     |
| 21    | La Rioja                                 | 9                 | 0,33 %     |
|       | San Luis                                 | 9                 | 0,33 %     |
| 23    | Formosa                                  | 6                 | 0,22 %     |
|       | Jujuy                                    | 6                 | 0,22 %     |
| TOTAL | Argentina                                | 2.738             | 100 %      |

### Sexo y grupos de edad

Pirámide poblacional de los afroargentinos (censo de 2022).

Según el censo argentino de 2010, del total de 2.738 personas nacidas en África, 1.825 son hombres y 913 mujeres. Del total de hombres, 74 tienen entre 0 y 14 años, 1.514 entre 15 y 64, y 237 son mayores de 65 años de edad. Del total de mujeres, 45 tienen entre 0 y 14 años, 593 entre 15 y 64, y 275 son mayores de 65 años de edad.

## Racismo en la Argentina relacionado con el tono de piel
En la Argentina, al igual que en los demás países de América, el racismo relacionado con el tono de la piel o el origen africano de las personas se remonta a los tiempos de la dominación colonial. En el régimen de castas impuesto por España, los descendientes de personas provenientes del África negra ocupaban un lugar aún más bajo que los descendientes de personas pertenecientes a los pueblos originarios.
El racismo colonial pasó en cierta medida a la cultura argentina, como lo muestran ciertas frases incluidas en la literatura nacional. Se representaron disputas con tinte racista en un famoso pasaje del libro de José Hernández, el Martín Fierro (La ida), publicado en 1870, en el que el personaje principal se bate a duelo con un gaucho negro luego de insultar a su novia e insultarlo con el siguiente verso:

A los blancos hizo Dios,
a los mulatos San Pedro,
a los negros hizo el diablo

para tizón del infierno. (cap. 7)

Ocho años después, en 1878 Hernández publica la segunda parte de su famoso libro, en el que Fierro sostiene una famosa payada en la que debate temas filosóficos (como la vida, la creación, la existencia, etc.) con otro gaucho negro que resulta ser un hermano del anterior. Demostrando la evolución del personaje y probablemente de la sociedad argentina en procesos de recibir a millones de inmigrantes europeos, en esta oportunidad Martín Fierro evita el duelo cuando este parecía inevitable.
El 9 de octubre de 2006, se creó el Foro de Afrodescendientes y Africanos en la Argentina, con el objetivo de promover el pluralismo social y cultural y la lucha contra la discriminación de esa población. En ese acto, la presidenta del Instituto Nacional contra la Discriminación, la Xenofobia y el Racismo (INADI), María José Lubertino, reconoció la invisibilización de los afroargentinos con las siguientes palabras:
Este es el resultado de un proceso de diáspora producido por el esclavismo y su transformación en servidumbre... La actual estratificación social los ubica en la pobreza.}}
Un tipo especial de discriminación se ha generalizado desde mediados del siglo XX utilizando términos despectivos como cabecitas negras, negros cabezas, negros y negrada, y que están relacionados fundamentalmente con personas de clase baja (independientemente de su origen étnico o racial) como resultado de la "racialización de las relaciones sociales". Cabe aclarar que si una persona te dice "negro" o "negrito" en Argentina no hay que tomárselo a mal. Es simplemente una forma en la que le dicen a la gente.
En esta manifestación particular del racismo en la Argentina, se ha unificado en el término negro la discriminación de personas de piel oscura o relativamente oscura en general, sin distinguir entre amerindios, negros, blancos con un alto grado de mestizaje o personas de cualquier otro origen racial que tengan una tonalidad de piel más oscura que el de los nativos europeos.
Una manifestación de este racismo actual se encuentra en los cánticos por las hinchadas de fútbol, en las que la discriminación por etnia o nacionalidad es conspicua; en una de ellas por ejemplo se describe peyorativamente a los hinchas de Boca Juniors como "negros sucios de Bolivia y Paraguay".